# 両備ホールディングス
両備ホールディングス株式会社（りょうびホールディングス、英: RYOBI HOLDINGS Co., Ltd.）は、岡山県南部を主要な営業エリアとし、交通・運輸・情報・生活関連事業を手掛ける両備グループの中核企業である。なお、商号に「ホールディングス」とつくが、純粋持株会社ではなく事業持株会社である。
当社を含めた両備グループ全体での連結売上高は1,559億7900万円である。

## 概要
現在の両備ホールディングスは2007年（平成19年）4月1日に両備バスと両備運輸が対等合併して発足した企業である。2010年（平成22年）7月31日に創業100周年を迎えた（同年の6月9日には子会社の岡山電気軌道も創業100周年を迎えた）。
起源は1910年（明治43年）に設立された軽便鉄道の西大寺鉄道（通称「西鉄」（さいてつ））である。「両備」の商号は第二次世界大戦前に西大寺鉄道と下津井電鉄が共同出資して発足した両備バスに由来する。「両備」とは西大寺鉄道が備前国、下津井電鉄が備中国にあることを意味する。後年、下津井電鉄は資本を引き上げたが、両備グループと下津井電鉄は今日に至るまで良好な関係が続いている。西大寺鉄道は1962年（昭和37年）に廃止されたため、現在は路線バス・貸切バス・タクシーの営業となった。
社内カンパニー制度を導入しており、バス事業に関して述べると、「両備バスカンパニー」で一般路線バスの運行と高速バス全体の運行管理及び予約・発券業務、大半の路線の運行、貸切バスを手掛ける。「両備観光大阪カンパニー」で大阪地区の予約・発券業務、倉敷 - 大阪線の一部の運行、貸切バスを担当している。
一般路線バスは創業の地である西大寺方面をはじめ、玉野市方面など岡山市から岡山県東部や南部へ向かう路線が中心である。系列の岡山電気軌道が市内路線、両備バスが郊外路線を担当して棲み分けがなされてきた。
また、スルッとKANSAI協議会に加盟し、2006年（平成18年）10月1日から非接触型ICカードシステム「Hareca」を導入した。
2006年（平成18年）には、中国バス（旧社）の事業継承のスポンサーとして名乗りを上げた。同社は自主再建を断念して整理回収機構の協力のもとで「企業再生スキーム」を活用した私的整理・再生手続きを行っており、広島県福山市に本社がある。同年12月22日に旧両備バスが設立した新法人の株式会社中国バスが同社の事業を引き継いだ。加えて、2012年（平成24年）10月一杯で交通事業からの撤退を決めた笠岡市に本社のある井笠鉄道についても、中国バスの社内カンパニーが代替運行を行なったのち、新法人井笠バスカンパニーを設立して事業を引き継いだ。結果、両備グループのバス事業が三備地域全体で展開されることになった。さらに、2021年には中国バス平成車庫跡地に両備バスカンパニーが広島県における貸切バスの営業拠点として広島営業所を開設したことで、貸切バス事業では両備ホールディングス本体が三備地域全体で展開している。
また、両備ホールディングス本体でも生活関連部門の充実にも力を入れており、不動産事業やスーパー事業などにも力を入れている。さらにM&Aや業務提携による事業拡大にも積極的で、結果としてバス部門の年商は既に3割程度 となっている。
ちなみに、岡山県・香川県の民放テレビ局で放送されている両備グループのCMでは企業イメージソング『街は青春』（作詞：伊藤アキラ、作・編曲：あかのたちお、歌：藤島新）が使用されている。このイメージソングは「岡山県民なら誰でも歌える歌」としてテレビ番組で紹介された。
なお、広島県府中市に本社を置くリョービとの資本関係は一切ない。

## 沿革

### 設立 - 1950年代
- 1910年（明治43年）7月31日：西大寺軌道株式会社設立。
- 1911年（明治44年）7月29日：観音 - 長岡間が開業。軌間914mm。
- 1912年（明治45年）1月28日：長岡 - 森下間が開業。
- 1914年（大正3年）11月2日：西大寺鉄道株式会社に商号変更。
- 1915年（大正4年）9月15日：森下 - 後楽園間が開業。
- 1927年（昭和2年）2月：岡山市内での乗合バス事業展開のため、子会社岡山市街乗合自動車（後の岡山乗合自動車）を設立。
- 1928年（昭和3年）：南備海運が岡山県邑久郡牛窓町（現・瀬戸内市牛窓町）にて創立。牛窓港を起点とし、岡山市、小豆島、高松市方面への海上旅客輸送を開始。
- 1935年（昭和10年）10月：岡山乗合自動車と岡山電気軌道系の旭自動車・岡山タクシー自動車の3社が合併、岡山バスが発足。
- 1936年（昭和11年）5月25日：西大寺鉄道と下津井鉄道（現在の下津井電鉄）の共同出資で株式会社山陽バスを岡山県倉敷市に設立。
- 1937年（昭和12年）
  - 1月1日：山陽バスが倉敷 - 味野（児島） - 宇野間で路線バスの運行開始。
  - 1月4日：株式会社山陽バスが両備バス株式会社に商号変更。
  - 6月20日：両備バスが倉敷自動車株式会社を合併。
- 1938年（昭和13年）5月20日：両備バスの本店を岡山県倉敷市栄町586番の2地から同県児島郡下津井町大字下津井2036番地の2に移転。
- 1942年（昭和17年）7月31日：両備バスの本店を岡山県児島郡味野町味野3969番地の2に移転。
- 1947年（昭和22年）11月15日：西大寺鉄道がバス部門を創設し、西大寺 - 岡山間で路線バスの運行開始。
- 1948年（昭和23年）4月：岡山バスが西大寺・邑久線を西大寺鉄道に譲渡。
- 1950年（昭和25年）2月5日：岡山バスが西大寺鉄道傘下に。
- 1952年（昭和27年）2月：両備バスの資本系統が下津井電鉄と分離し、西大寺鉄道資本に一本化（西大寺鉄道の完全子会社化）。
- 1954年（昭和29年）
  - 4月：両備バスが西日本急行バスを吸収合併[5]。
  - 12月23日 : 両備バスの本店を岡山市下石井110番地の6に移転。
- 1955年（昭和30年）
  - 10月1日：両備バスが西大寺鉄道株式会社を合併、本社機能を岡山市錦町[注 4]に移転（登記上の本店は移転せず）。
  - 10月18日：本店を旧西大寺鉄道の本店があった岡山県西大寺市西大寺359番第2地に移転。
- 1958年（昭和33年）
  - 6月：県下初の試みとして玉島港町待合室（後の玉島バスセンター）にバス乗車券の自動式切符販売機（10円切符の専用販売機）を設置し使用開始する。
  - 7月：県下初のエアサス車（いすゞ製バス）を導入。

### 1960年代
- 1960年（昭和35年）10月：津山営業所開設。
- 1962年（昭和37年）
  - 9月：岡山空港（現：岡南飛行場）開港に伴い「両備航空センター」開設、全日空・東亜航空の岡山県総代理店として業務開始。
  - 9月8日：国鉄赤穂線伊部 - 東岡山間開通に伴い、西大寺鉄道（両備バス西大寺鉄道線）西大寺市 - 後楽園間を廃止。日本全国で唯一、廃止時黒字状態での軽便鉄道廃止。
- 1964年（昭和39年）：南備海運、カーフェリー第1船「おりんぴあ」の運航（岡山港 - 土庄港（小豆島）間）を開始。航路の起点を牛窓港から岡山港へ変更。
  - 10月：大阪地区での貸切バス事業展開のため、大阪両備バス設立。
  - 11月19日：岡山市西市に西日本最大の整備工場「両備整備工場」完成。
- 1965年（昭和40年）：協同組合岡山電子計算センターを設立。情報関連業に進出。
- 1966年（昭和41年）
  - 8月：県下初の整理券方式でのワンマンカーを川鉄線で運行開始。
  - 12月：旧西大寺鉄道西大寺市駅跡地に、西大寺バスターミナル落成。同時に、玉島バスセンター、児島営業所も建設。
- 1967年（昭和42年）
  - 8月：両備観光株式会社を合併、両備バス商事部となる。
  - 12月：大阪両備バス株式会社を合併し、両備バス大阪支社とする。
- 1969年（昭和44年）：南備海運、商号を両備運輸に変更。

### 1970年代
- 1970年（昭和45年）9月:株式会社日栄を合併。
- 1972年（昭和47年）
  - 3月：両備運輸、新幹線岡山開業に合わせ、岡山港 - 土庄港間に高速船の運航を開始。
  - 4月：両備バス商事部を両備バスストア部に名称変更。
  - 7月：岡山市桑田町にボウリング場（ボウル部）「両備ボウル」（2フロア64レーン）をオープン。
- 1973年（昭和48年）：株式会社化していた岡山電子計算センターを両備システムズに商号変更。

### 1980年代
- 1982年（昭和57年）
  - 2月：「両備友の会センター」を開設。
  - 4月：倉敷営業所内に「倉敷観光センター」を開設。
  - 7月：東京都港区に「東京案内所」を開設。
  - 8月：西大寺バスターミナル内に「西大寺観光センター」を開設。
  - 10月：津山営業所内に「津山観光センター」を開設。
- 1983年（昭和58年）6月：ボウル部をスポーツ事業部と改称。
- 1985年（昭和60年）
  - 10月：児島営業所内に「児島観光センター」を開設する（児島営業所は後に閉鎖）。
  - 11月：玉島バスセンター内に「玉島観光センター」を開設する（玉島バスセンターは後に縮小され、玉島中央町バス停となり、跡地は「リョービプラッツ」となる。玉島観光センターは現在も移転して営業中）。
- 1987年（昭和62年）

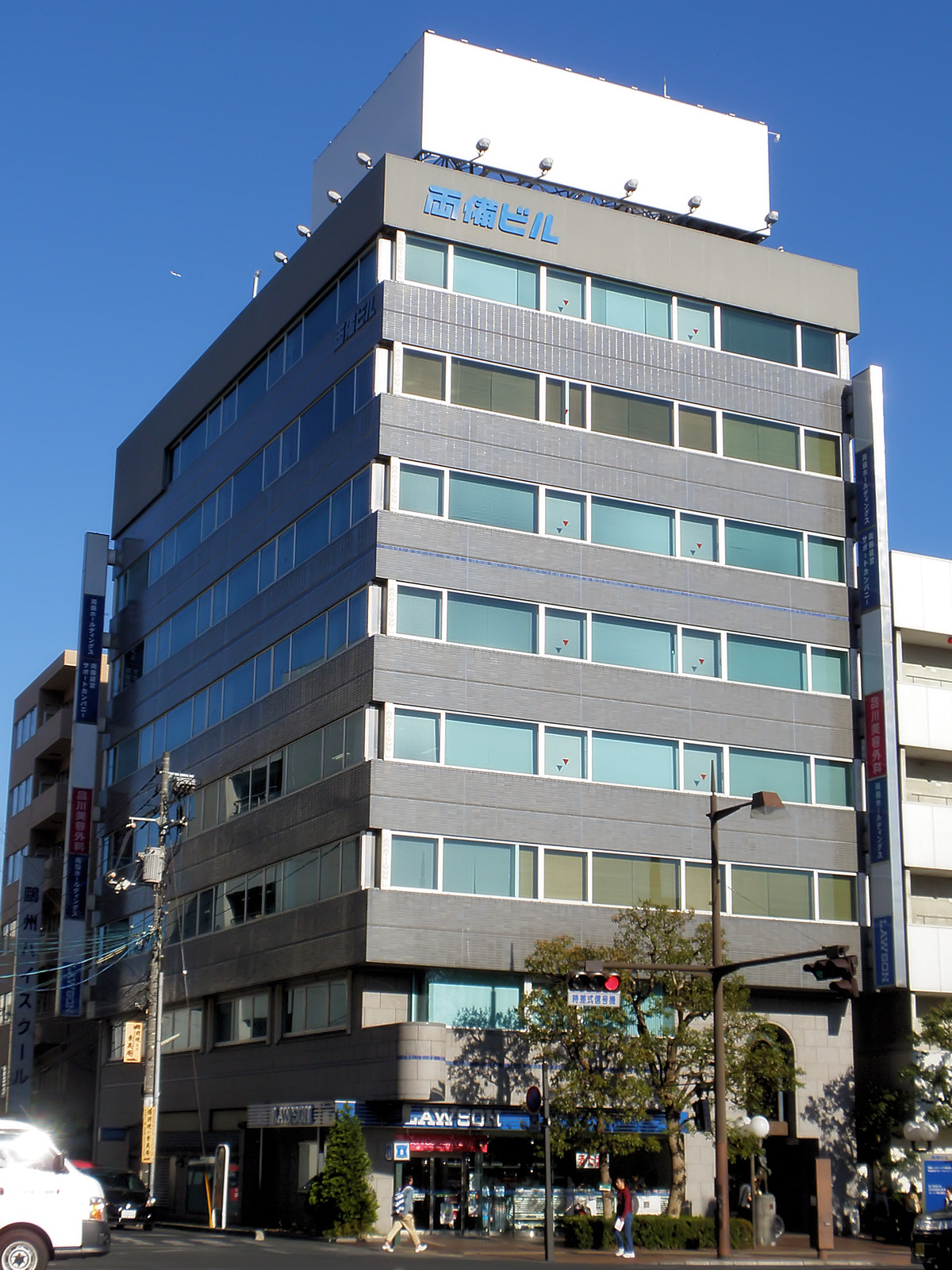
旧両備ホールディングス本社（両備ビル）

  - 旧両備ホールディングス本社（両備ビル）6月：航空部が岡山市磨屋町に「全日空岡山市内営業所」を開設。
  - 10月：「真庭観光センター」を開設。
- 1988年（昭和63年）瀬戸大橋特急線専用車両倉敷・岡山 - なんば・堺線「リョービエクスプレス」

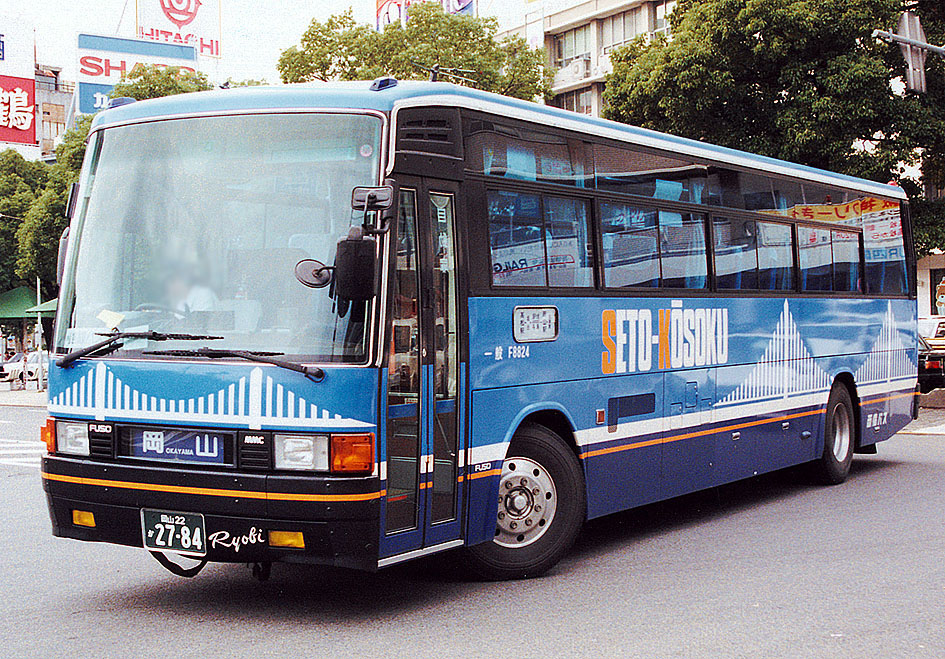
瀬戸大橋特急線専用車両

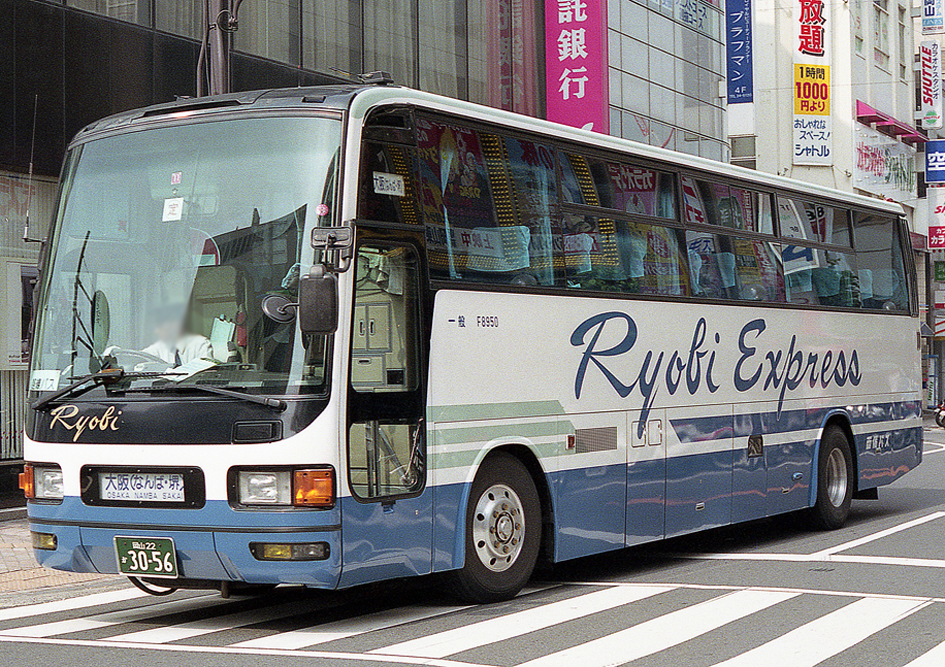
倉敷・岡山 - なんば・堺線「リョービエクスプレス」

  - 4月10日：初の高速バス路線として、岡山・倉敷 - 高松・琴平間に瀬戸大橋高速バス（4系統）を下津井電鉄・JRバス中国・瀬戸大橋高速バス（現在解散）・JR四国（現在のジェイアール四国バス）との共同運行で運行開始（1993年廃止）。
  - 9月16日：岡山駅・天満屋バスセンター - 宇野駅・玉橋・渋川間に「玉野渋川特急」運行開始。
  - 11月：両備バスとしては初めてのテナントビル「両備ビル」が竣工。
- 1989年（平成元年）
  - 4月1日
    - 前日をもって事業廃止された倉敷市交通局の3路線15系統を譲受し、運行を開始。
    - 観光部組織改正で岡山・倉敷・津山の3支店を新設。
    - 岡山・倉敷 - 北九州・福岡間に「ペガサス」を下津井電鉄・西日本鉄道との共同運行で運転開始[6]。

  - 11月：岡山駅前のドレミの街（ダイエー岡山店）1階に待合室付高速バス乗り場「岡山高速バスセンター」を開設。
  - 12月1日：倉敷・岡山 - 大阪（なんば）・堺間に「リョービエクスプレス」を南海電気鉄道（南海側の愛称は「サザンクロス」）との共同運行で運行開始（後に両備バス単独運行に）。
  - 12月22日：岡山 - 米子・松江間に「ももたろうエクスプレス」を中鉄バス・日ノ丸自動車・一畑電気鉄道との共同運行で運行開始[注 5]。

### 1990年代
- 1990年（平成2年）
  - 3月22日：倉敷・岡山・津山 - 東京（浜松町・品川）間に「ルブラン」を京浜急行電鉄（→京浜急行バス→羽田京急バス）との共同運行で運行開始。
  - 7月：名古屋市に「名古屋案内所」を開設。
- 1991年（平成3年）11月：「笠岡観光センター」を開設。
- 1992年（平成4年）
  - 2月8日：岡山 - 高知間に「龍馬エクスプレス」を下津井電鉄・土佐電気鉄道・高知県交通・JR四国との共同運行で運行開始。
  - 5月：両備ストア部としては初の総合大型店「リョービ・プラッツ」を西大寺バスセンター脇にオープン。
  - 7月：福岡市に「福岡案内所」を開設。
  - 12月：大山スキー場へのスキーライナーバスを運行開始。
- 1994年（平成6年）
  - 9月：北海道札幌市に「札幌案内所」を開設。
  - 11月17日：岡山 - 松山間に「マドンナエクスプレス」を下津井電鉄・伊予鉄道（現在の伊予鉄バス）・JR四国との共同運行で運行開始。
- 1996年（平成8年）3月1日：岡山県共通バスカードを導入 。
- 1997年（平成9年）
  - 4月：岡山市藤田に「両備ストア生鮮センター」を開設。同時に両備ストア本部も同所へ移転し業務開始。
  - 5月：岡山市錦町の本社内に「高速バス予約センター」を開設し業務を開始。
  - 7月18日：倉敷・岡山 - 名古屋間に「チボリ号」をジェイアール東海バスとの共同運行で運行開始。
  - 10月：不動産事業部が業界初の「ISO9001」の認証を取得。
- 1998年（平成10年）12月1日：初のノンステップバスを桑野営業所へ導入、岡山駅 - 天満屋バスセンター - 旭川荘間で運行開始。
- 1999年（平成11年）
  - 5月：本社内に「友の会予約センター」を開設し業務開始。
  - 8月1日：玉野市内を循環するコミュニティバス「シーバス」の運行を玉野営業所所属の専用車4台で開始（玉野市からの運行受託）。
  - 11月：両備ストア部が岡山市泉田に複合型ショッピングセンター「Pモール泉田」をオープン。

### 2000年代
- 2000年（平成12年）
  - 4月1日：社内カンパニー制導入で8事業部「シビルバスC」「両備観光C」「スカイサービスサプライズC」「両備整備C」「両備不動産C」「両備ストアC」「両備スポーツセンターC」「両備保険C」に社内分社化する（※Cはカンパニーの略称）。
  - 7月10日：西大寺バスセンター - 天満屋バスセンター・岡山駅間に、パーク&バスライドに対応した通勤特急バス「西大寺シビルライナー」の運行を開始。駐車場は、リョービプラッツ西大寺の駐車場を使用。
- 2001年（平成13年）
  - 1月24日：岡山電気軌道と共同で、岡山駅 - 大学病院 - 新道 - 新岡山港線（愛称：かもめバス）の運行を開始。
  - 4月1日：岡山市西大寺地区東部・邑久・牛窓地区のバス路線の運行を、子会社の東備バスへ委託する。
  - 11月：高速バスのインターネット予約では全国初の事前座席指定機能を持つ独自システム「ネットdeバス」の運用開始。
  - 12月：一般募集ツアーの愛称を「フレンドツアー」に決定する
- 2002年（平成14年）
  - 3月16日：岡山 - 広島間に「サンサンライナー」を中国ジェイアールバス・広交観光との共同運行で運行開始。
  - 5月：両備不動産が、岡山市の柳川交差点角に岡山県内では当時最高層マンションとなる「グレースタワー」の建設を開始する。
  - 8月：高速バス乗車券のコンビニエンスストア発券を開始。全9路線が対象。なお、回数券のコンビニ発券は全国初であった。
- 2003年（平成15年）
  - 3月
    - 岡山高速バスセンターに高速バスの自動券売機を設置し使用開始する。
    - 全国初の「広告パネル付きバスシェルター」が岡山市内に完成。

  - 4月1日：中国ジェイアールバスの岡山県内一般路線撤退に伴い、旧国道2号（岡山 - 倉敷間）・中庄線（岡山 - 中庄間）・撫川線（岡山 - RSKバラ園間）を譲受し、岡山電気軌道・下津井電鉄との共同運行で路線開設。
  - 11月：灘崎町（現：岡山市南区灘崎地区）内を循環するコミュニティバス「にこにこバス」の運行を玉野営業所所属の専用カラーのバス1台で開始（灘崎町からの運行受託、2009年3月31日で廃止）。
- 2004年（平成16年）
  - 4月1日：岡山電気軌道（岡電バス）・両備バス共通区間での両社定期券共通乗車を開始。
  - 8月4日：「玉野渋川特急」用に、全国初の交通バリアフリー法対応のトップドアタイプのワンステップバス（三菱ふそう・ニューエアロスターKL-MP35JM改）2台を玉野営業所に導入、運行開始。
  - 8月30日：台風16号による高潮で玉野営業所が冠水し、同営業所所属の47台全車が被災。被災車両のうち15台が廃車になる[注 6]。
  - 9月1日：玉野営業所の車両不足のため、担当路線で土休日ダイヤベースの減便運行を実施（9月30日まで）[注 7]。
- 2005年（平成17年）
  - 1月28日：シビルバスカンパニー4事業所が「環境認証制度（グリーン経営認証）」登録される（全国13番目、西日本では4番目の登録）。
  - 3月18日：両備観光カンパニー3事業所と両備観光大阪カンパニーが「環境認証制度（グリーン経営認証）」登録される（これで、バス部門の全8事業所がグリーン経営認証登録に）。
- 2006年（平成18年）
  - 2月10日：両備グループタクシー3社（両備タクシー・岡山タクシー・岡山交通）が、タクシー事業者としては全国初となる特注カーナビでの配車システムを開始。
  - 9月28日：井笠鉄道・中国バスとの共同運行で、福山駅 - 岡山空港（天満屋バスセンター）を結ぶ高速バス「ももっちライナー」開業。
  - 10月1日：岡山電気軌道・下津井電鉄とともに、中国地方初の交通系非接触型ICカードシステム「Hareca」（プリペイド方式ICカード）を導入。同時にPiTaPaとICOCAの利用も可能に。
- 2007年（平成19年）
  - 4月1日：両備運輸株式会社を合併、商号を両備ホールディングス株式会社に変更。
  - 7月1日：国際フェリー（高松港 - 池田港（小豆島）間を運行）の全株式を取得し完全子会社化。この買収によって両備フェリーグループは、岡山・香川双方からの小豆島航路を四国フェリーに続いて獲得（新岡山 - 土庄は四国フェリーとの共同運航）。
  - 10月25日：両備ストアCが、岡山市藤田にあるホームセンターダイキEX岡山店の隣接地に複合型ショッピングセンター「Pモール藤田店」をオープン。
  - 10月31日：共栄運輸倉庫（群馬県）の株式99%を取得し連結子会社化。この買収によって両備トランスポートグループの営業エリアは、北海道と沖縄県を除く全国に拡大。
- 2008年（平成20年）
  - 1月31日：利用客数低迷により、「ももっちライナー」をこの日の最終便をもって廃止。
  - 2月1日：岡山電気軌道から岡山 - 神戸間の高速バス（岡電エクスプレス神戸）の運行を移管、「リョービエクスプレス」の愛称で運行を開始。
  - 3月20日：中鉄バスから倉敷・岡山・津山 - 東京（新宿・中野）間の高速バス「マスカット号」（ケイビーバス→関東バスとの共同運行）の中鉄バス担当便の運行を移管。
  - 3月25日：観光バスの車体塗色を17年ぶりに変更。コーポレートカラーの青（ブルーメタリックマイカ）ベースの塗色に。愛称：ブルーバス。
  - 4月1日：両備ホールディングス直営だった両備ガーデン・蒜山塩釜ロッジの運営を、サルボ両備へ移管。
  - 7月1日：両備シビルバスカンパニーと両備観光カンパニーが統合されて、両備バスカンパニーが発足。旧両備観光カンパニーの岡山支店・倉敷支店・津山支店が、岡山営業所・倉敷営業所・津山営業所へそれぞれ改称。
  - 10月1日：岡山県共通バスカードが廃止され扱い終了に。
  - 12月12日：同年9月に民事再生法適用を申請したタクシー事業者ハロー・トーキョー株式会社（東京都）の全事業を、新たに設立した100%子会社「株式会社ハロー・トーキョー」に承継、首都圏での旅客運送事業に本格進出。
- 2009年（平成21年）
  - 1月19日：介護付有料老人ホーム「サン・オークス倉敷」を運営する三洋エメリタス（大阪府）の全株式を三洋電機から取得し完全子会社化。株式会社両備ヘルシーケアに商号変更し、同ホームの運営を引き継いだ。
  - 3月13日から5月24日まで西大寺鉄道開業100周年及び両備グループ創業100周年を記念して西大寺バスセンターにて「おめでとう!100歳 ありがとう!100年 西大寺鐵道展」を開催。
  - 10月1日：西日本JRバス・中国JRバス運行の吉備エクスプレスに共同運行で参入。

### 2010年代 - 現在
- 2010年（平成22年）
  - 3月15日：倉敷・岡山 - 東京（東京駅八重洲通り・東京営業所）間の高速バス「ままかりライナー」を東北急行バスとの共同運行で運行開始。
  - 4月1日：岡山高島屋の第三者割当増資を引き受け同社株式の33.4%を取得、資本業務提携を実施[7]。
  - 4月1日：神戸港で観光遊覧船を運航する神戸ベイクルーズ有限会社（兵庫県）の全持分を取得し完全子会社化。両備グループ初となる定期観光遊覧船運航を開始。
  - 6月1日：岡山駅前の高速バス乗り場をドレミの街、ワシントンホテルプラザ前（降車のみ）の2か所から、岡山駅西口バスターミナルへ移動[注 8]。
  - 7月31日：創業100周年を迎える。西大寺鉄道開業100周年及び両備グループ創業100周年を記念して西大寺鉄道キハ7号をベースにした「SAI BUS（サイバス）」の運行を開始。
  - 10月1日：岡山市内を運行する路線バス12路線と桑野営業所・島田車庫を岡山電気軌道に移管[8]。
- 2011年（平成23年）
  - 3月31日：児島観光センター閉鎖（旧児島営業所での事業の終了）。
  - 4月1日：フェリー部門（両備フェリーカンパニー）を両備フェリーへ分社化[9]。
  - 5月10日：イースタンエアポートモータース株式会社（東京都）の全株式を取得して完全子会社化。
  - 10月1日、路線バス・倉敷循環線を新設。
  - 12月23日、高速バス・岡山 - 徳島線に参入[10]。
- 2012年（平成24年）
  - 4月1日：ニッコー観光バス株式会社（東京都）の全株式を取得して完全子会社化。
- 2013年（平成25年）
  - 3月：ベトナムの総合物流企業Transimex-Saigon Corporation(TMS)社に資本参加、同社株式を24.9%取得[11]。
  - 4月1日：両備観光大阪カンパニー京都営業所を開設[12]。
  - 12月1日：岡山 - 津山間の高速乗合バス「岡山エクスプレス津山号」を中鉄北部バス・中国JRバスと共同運行で運行開始。
- 2014年（平成26年）4月1日：両備観光大阪カンパニーを両備バス関西カンパニーへ名称変更。
- 2016年（平成28年）4月1日：中庄駅 - 川崎医大前 - 清心学園前間の区間を中国JRバスから移管。同区間でHarecaが使えるようになる。
- 2017年（平成29年）10月1日：交通系ICカード全国相互利用サービスを開始。
- 2018年（平成30年）
  - 2月8日：両備バスと岡電バスが、岡山市や倉敷市などを走る路線バス31路線を廃止すると発表[13]。
  - 3月15日：前述の廃止届について岡山、倉敷、玉野、瀬戸内の4市の市長から廃止届の取り下げの要望が有ったために、法定協議会と地域公共交通対策協議会の開催及び、地域路線バスにおいてクリームスキミング行為を認めない事を条件に取り下げに合意した[14]。
  - 9月1日：両備バス・井笠バスカンパニー共通区間での両備バスHareca定期券共通乗車を開始（ただし、井笠バスの紙式定期券で両備バスを利用することはできない）[15][16]。
- 2020年（令和2年）
  - 3月11日：楽天と連携した路線バスによる貨客混載配送を本格稼働[17]。
  - 7月1日：両備モーターズ株式会社を合併。
  - 10月1日：両備バス関西カンパニーと両備津山カンパニーが両備バスカンパニーに統合。
- 2021年（令和3年）
  - 4月1日：岡山電気軌道と共に路線バス事業の共同経営を実施（予定）[18]。
  - 10月1日：株式会社アール・エステートサービスを合併。
- 2024年（令和6年）10月1日：東備バス株式会社を合併。

## バスユニット統括カンパニー
業務内容：両備グループのバス事業全般の統括機能
- 本部：岡山市北区岡南町1丁目14番41号（岡山電気軌道（岡電バス）岡南営業所）

## 両備バスカンパニー
業務内容：路線・貸切・特定バス事業全般、タクシー事業（津山タクシー・牛窓タクシー）、旅行斡旋業
- 本部：岡山市中区国富615番地1 (下記岡山営業所2階)

### 営業所・拠点・車庫
各営業所・車庫の配置車両のナンバープレートは以下の通り。
- 岡山営業所、西大寺営業所、東備営業所、玉野営業所、津山営業所 - 岡山ナンバー。
- 倉敷営業所、霞橋営業所、玉島車庫 - 倉敷ナンバー（ご当地ナンバー）。ただし2006年10月10日以前の配置車両は岡山ナンバー。
- 広島営業所 - 福山ナンバー。
- 大阪支店 - 和泉ナンバー。大阪支店が門真市から泉大津市に移転したことに伴い、大阪ナンバーより変更。
- 京都支店 - 京都ナンバー。
- 岡山営業所（岡山市中区国富615番地1）両備バスカンパニー西大寺営業所事務所（両備ホールディングス本店）
1955年（昭和30年）までは西大寺鉄道本社であった。
（2009年3月20日撮影）

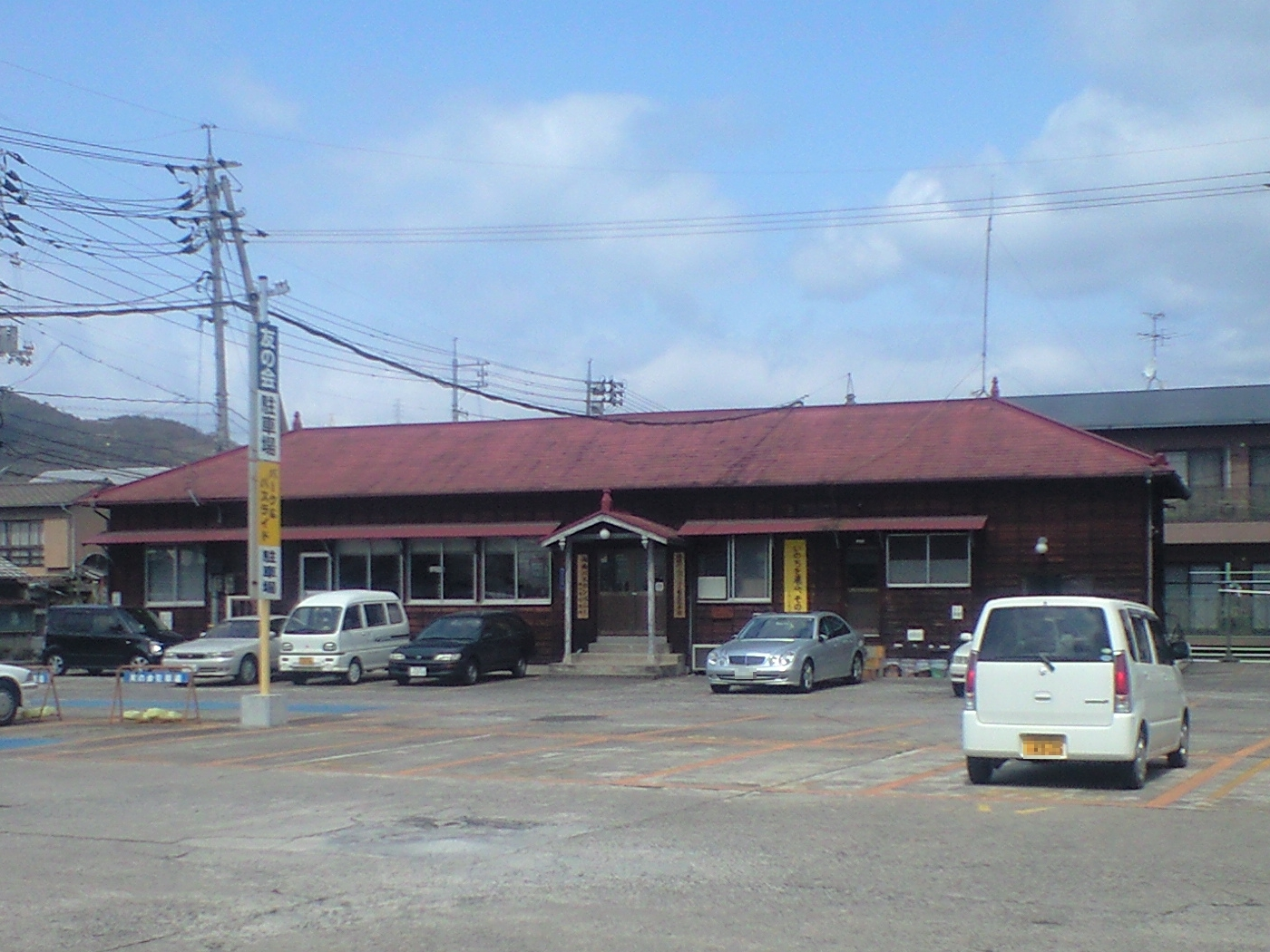
両備バスカンパニー西大寺営業所事務所（両備ホールディングス本店）
1955年（昭和30年）までは西大寺鉄道本社であった。
（2009年3月20日撮影）

- 西大寺営業所（岡山市東区西大寺上一丁目1番50号）
  - 登記上の本店。東備バス所属車両も配属されている。
- 東備営業所（岡山県瀬戸内市牛窓町牛窓3911番地の37）
  - 旧東備バス。
  - 瀬溝車庫（岡山県瀬戸内市邑久町虫明）
    - 受託運行している瀬戸内市営バス虫明・長島愛生園線用車両が配属されている。
- 玉野営業所（岡山県玉野市築港二丁目18番8号）
- 倉敷営業所（岡山県倉敷市昭和二丁目1番5号）
- 霞橋営業所（岡山県倉敷市連島町西之浦字弁財天5673番地）
  - 一旦倉敷営業所に統合されたが、再び霞橋営業所に分離・昇格した。
  - 2021年7月16日をもって、運行管理機能を倉敷営業所と統合。現在霞橋営業所は立ち入りができない。
  - 玉島車庫（岡山県倉敷市玉島1536番地2）
    - 以前は玉島営業所であったが、現在は霞橋営業所に統合されて職員は常駐していない。
- 広島営業所（広島県福山市御幸町上岩成249-1）
  - 中国バス福山営業所平成車庫の跡地に開設。貸切バスを福山ナンバーで配置。
- 高速バス予約センター（岡山市北区錦町7番23号）
- 天満屋バスセンター案内所（岡山市北区中山下二丁目4番1号 天満屋バスステーション内）

津山事業本部
- 津山タクシー事業部（岡山県津山市一方10-1）

関西事業本部
- 大阪支店（大阪府泉大津市臨海町1-30）

#### 過去に存在した車庫
- 玉野営業所番田車庫（岡山県玉野市番田1126-11）
  - 太陽光発電所に転用された。
- 津山事業本部・バス事業部（岡山県津山市津山口126-1）
  - 中鉄北部バス津山営業所に転用された。
- 京都支店（京都府京都市南区吉祥院石原堂ノ後町4番1）
  - 近江鉄道バス京都営業所に転用された。

### 主なターミナル
- JR岡山駅
  - 東口バスターミナル
  - 西口バスターミナル
- 天満屋バスセンター
- 杜の街バスターミナル
- 西大寺バスセンター
- JR宇野駅バスターミナル
- JR倉敷駅
  - 南口バスターミナル
  - 北口バス乗り場
- JR新倉敷駅バスターミナル
- JR津山駅・津山広域バスセンター

#### 過去に存在したターミナル
- 玉島バスセンター（建物は撤去され現在は両備プラッツ玉島店、なお玉島中央町バス停は存続）
- 旧・岡山高速バスセンター（岡山県岡山市北区駅前町1丁目8番5号 ドレミの街1階） - 岡山駅西口への移転に伴い、2010年5月31日閉鎖。

### 高速バス路線

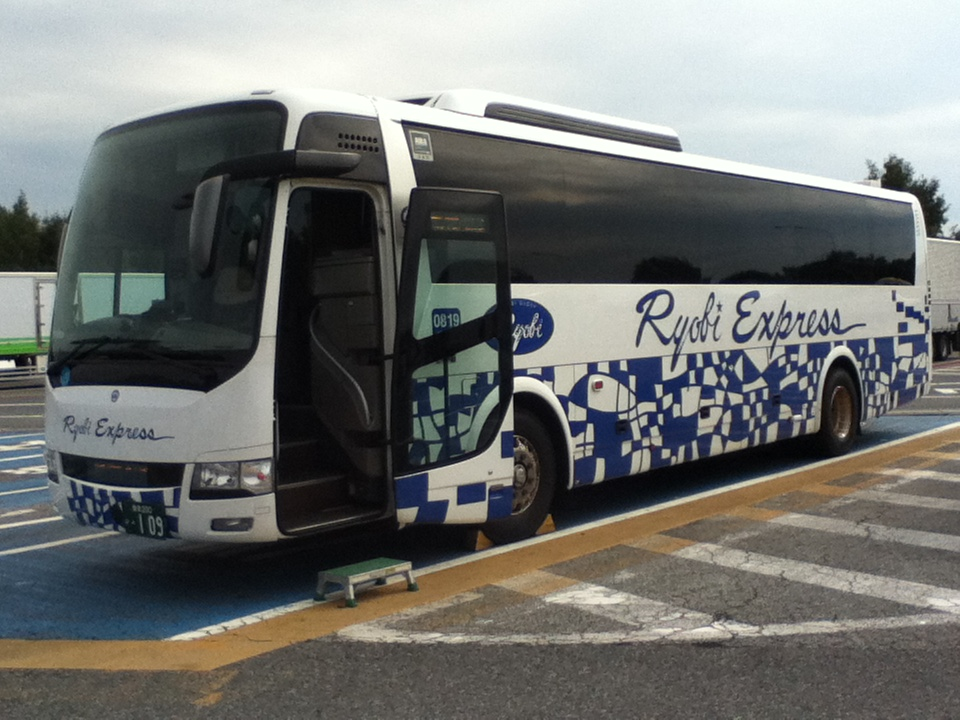
大阪 - 岡山・倉敷線「リョービエクスプレスなんば」

- 高速バス用車両には「Ryobi Express」[注 9]の愛称がつけられているが、関空リムジンバス用車両のみ「AIRPORT LIMOUSINE」の愛称となっている。
- 詳細な案内は各路線の記事または外部リンクの両備ホールディングスサイトを参照。
- 〈 〉内は他の運行会社との共同運行。
- リョービエクスプレス（大阪線）と吉備エクスプレス大阪号は共通乗車可能。
- 全路線、原則としてトイレ付きのバスで運行される。

ルブラン号
岡山・津山 - 横浜・東京（東京駅八重洲通り・東京営業所）
窓口・運行営業所：岡山〈東北急行バス〉
ルミナス・マスカット号
倉敷・岡山・津山 - 東京（バスタ新宿）
窓口・運行営業所：倉敷 〈下津井電鉄・関東バス・小田急ハイウェイバス〉
ままかりライナー
倉敷・岡山・赤磐 - 東京（東京駅八重洲通り・上野・東京ディズニーランド (TDL)・東京営業所）
窓口・運行営業所：倉敷 〈東北急行バス〉
リョービエクスプレス名古屋号（岡山・名古屋線）
倉敷・岡山・赤磐 - 名古屋
窓口・運行営業所：倉敷〈名鉄バス〉
概要
- 1日2往復（昼行便・夜行便各1往復）で、倉敷営業所と名鉄バス名古屋中央営業所がワンマン運行。
- 予約・発券業務に関して、名古屋側は名鉄バスで、岡山側は岡山電気軌道でも可能。
- 岡山県内のみの利用はできない。

運行経路
倉敷駅北口 - 岡山駅西口 - （国道53号）- 岡山インター - （山陽自動車道） - 山陽インター - （山陽自動車道） - （中国自動車道）  （名神高速道路） - 一宮インター - （名岐バイパス） - 名鉄バスセンター
- 休憩箇所は昼行便が桂川PAと龍野西SA、夜行便が龍野西SAでそれぞれ休憩。

路線沿革
- 1997年（平成9年）7月18日 - 「チボリ号」の愛称で両備バス（現・両備ホールディングス）とJR東海バスの共同運行で運行開始。愛称は、当時倉敷駅北口にあった倉敷チボリ公園にちなんで命名された。
- 2001年（平成13年）12月1日 - JR東海バスが運行から撤退、両備バス単独運行となる。ただし名古屋での運行支援業務は引き続きJR東海バスが行う形となる。
- 2005年（平成17年）3月25日 - この日から同年9月25日までの（愛・地球博開催期間中）、名古屋駅 - 愛・地球博会場（長久手会場・東ターミナル）間の延長運転を実施。
- 2009年（平成21年）1月1日 - 倉敷チボリ公園閉園に伴い、愛称を「リョービエクスプレス名古屋号」に改称。なお、改称後しばらくは、回数券の表記や車内放送で「チボリエクスプレス」という呼称が残されていた。
- 2010年（平成22年）6月1日 - 岡山駅前の乗り場をドレミの街（10番乗り場）から岡山駅西口バスターミナル（24番乗り場）へ移動し、天満屋バスセンターへの停車を廃止。
- 2010年（平成22年）12月9日 - 名古屋駅のバス乗り場を名古屋バスターミナルから名古屋駅新幹線口（太閤通口）へ移動。
- 2012年（平成24年）4月27日 - 昼行便1往復を増便、1日2往復となる。
- 2022年（令和4年）4月15日 - 名鉄バスが参入し、両備ホールディングスと名鉄バスの共同運行となる。あわせて名古屋駅のバス乗り場を新幹線口（太閤通口）から名鉄バスセンターへ移動。同時に名古屋の運行支援業務はJR東海バスから名鉄バスに移管された。

京都エクスプレス
倉敷・岡山・赤磐 - 京都
窓口・運行営業所：倉敷 〈下津井電鉄・京阪京都交通〉
リョービエクスプレス（大阪線）
倉敷・玉野・岡山・赤磐 - 大阪（大阪国際空港・湊町・なんば・USJ）
窓口営業所：倉敷、運行営業所：倉敷・玉野・大阪
吉備エクスプレス大阪号
岡山・赤磐 - 大阪（大阪駅・湊町・USJ）
窓口営業所：岡山、運行営業所：岡山・大阪〈下津井電鉄・JRバス中国）
リョービエクスプレス（神戸線）
倉敷・岡山・赤磐 - 神戸
窓口・運行営業所：岡山 〈中鉄バス〉
ももたろうエクスプレス
岡山 - 米子・松江・出雲
窓口・運行営業所：岡山 〈中鉄バス・JRバス中国・日ノ丸自動車・一畑バス〉
サンサンライナー
岡山 - 広島
窓口・運行営業所：岡山 〈JRバス中国・広交観光〉
リョービエクスプレス（徳島線）
岡山・倉敷 - 徳島
窓口・運行営業所：岡山 〈徳島バス〉
マドンナエクスプレス
岡山 - 松山
窓口・運行営業所：岡山 〈下津井電鉄・伊予鉄バス・ジェイアール四国バス〉
龍馬エクスプレス
岡山 - 高知
窓口・運行営業所：岡山 〈下津井電鉄・とさでん交通・ジェイアール四国バス〉
ペガサス号
岡山・倉敷 - 北九州・福岡
窓口・運行営業所：岡山 〈下津井電鉄・西日本鉄道〉
関空リムジンバス
歴史
2007年4月20日： 両備ホールディングス（両備バス）・関西空港交通・南海バスの3社により運行開始。
2010年6月1日： 岡山駅前の乗り場をドレミの街（10番乗り場）から岡山駅西口バスターミナル（24番乗り場）へ変更。
運行会社
- 両備ホールディングス（両備バス）
  - 担当営業所：両備バスカンパニー岡山営業所
  - 運行形態：3往復担当
- 関西空港交通
  - 担当営業所：りんくう営業所が2往復担当。
  - 運行形態：2往復担当
- 南海バス
  - 担当営業所：空港営業所が2往復担当。
  - 運行形態：2往復担当
  - 南海バス・関西空港交通の岡山側の運行支援業務は両備バスカンパニー岡山営業所が担当。(以前は桑野営業所が担当)

停車停留所
岡山駅西口 - 岡山IC（両備バス駐車場） - 山陽IC - 関西国際空港
岡山県内の各停留所相互での乗降はできない。
運行経路として、 山陽自動車道から阪神高速湾岸（垂水）線、 阪神高速3号神戸線を経由して阪神高速5号湾岸線を通るルートと、山陽自動車道からそのまま中国自動車道、近畿自動車道を経由するルートがある。

#### 休止・廃止路線
瀬戸大橋特急線
岡山・倉敷 - 高松・琴平
共同運行：下津井電鉄・中国ジェイアールバス・瀬戸大橋高速バス（解散）・四国旅客鉄道（当時）
両備バスだけでなく共同運行各社にとっても初の高速路線。1991年に中国ジェイアールバスが、1992年に下津井電鉄が撤退。同年、瀬戸大橋高速バスが解散した後もJR四国とともに最後まで運行していたが、1993年11月30日（運行最終日）をもって廃止。
大阪 - 東京線
- 門真車庫・OCAT - 横浜駅（YCAT）・浜松町バスターミナル
多客期のみ運行。両備バス大阪カンパニーが1往復担当。
予約取扱は楽天トラベル、高速バスドットコム等。
開放休憩は上り下り共通で、草津PA、浜松SA、海老名SAである。

運行営業所：大阪
ドリームスリーパー東京大阪号
門真車庫・南海なんば高速バスターミナル・大阪駅 - 新宿駅西口・池袋駅西口
窓口・運行営業所：大阪 〈関東バス〉
なにわスーパーエクスプレス
津山パーキング・津山駅前（津山広域バスセンター） - 大阪国際空港・湊町(OCAT)・門真車庫（両備観光大阪カンパニー）
2005年4月23日に運行開始したが、同じ津山 - 大阪間で運行する先発の中国ハイウェイバスと競合し、利用客数低迷のため2007年3月31日をもって廃止。
ももっちライナー
岡山・岡山空港 - 福山
詳細は当該路線記事を参照
広島つやまエクスプレス
歴史
2005年4月23日： 運行開始。広交観光との共同運行だった。
2005年9月22日： （両備バス）津山パーキング（無料駐車場併設）に停車開始。
2007年3月1日： 広交観光が運行から撤退して広島での予約取扱いのみとなり、両備バスの単独運行となる。
2008年10月1日： 毎週水曜・木曜を10人乗りトヨタ・ハイエースによる運行に変更。ただし休日と重なる場合と予約が多い場合はバスにより運行される。
2009年6月12日： 原則として小型バス（三菱ふそう・ローザ）による運行となる。ただし乗車人数によりワンボックスカーによる運行となる場合もある。
2009年11月1日： 倉敷ICへの停車を開始。
2010年3月1日： 路線廃止。
停車停留所（主要部のみ）
（停留所 - 停留所）でくくった中の各停留所相互の乗降はできない。
（広島バスセンター - 中筋駅） - （倉敷IC - 賀陽IC - 落合IC - 院庄IC - 津山駅前
岡山エクスプレス津山号
岡山 - 津山
窓口営業所：津山、運行営業所：津山
2013年12月1日に運行開始したが、利用客数低迷のため2023年10月31日をもって廃止。

### 特急バス
玉野渋川特急
505 岡山駅・岡山駅前（渋川行のみ）・イオンモール岡山前（岡山行の一部のみ）・天満屋バスセンター・あけぼの町（一部のみ） - 築港新町 - 田井 - 玉野営業所前 - 築港銀座 - 〈 宇野駅 - 宇野港（直島） 〉 - 玉野市役所前 - 玉橋 - 三井E&S玉正門前 - 渋川（瀬戸内マリンホテル） - おもちゃ王国（渋川（瀬戸内マリンホテル） - おもちゃ王国間は土曜日・日曜日・祝日のみ運行）
505 岡山駅・岡山駅前・天満屋バスセンター・岡山ろうさい病院 → 築港新町 → 田井 → 玉野営業所前 → 築港銀座 → 宇野駅 → 宇野港（直島） → 玉野市役所前 → 玉橋 → 三井E&S玉正門前 → 渋川（瀬戸内マリンホテル）（平日1本のみ運行）
505 宇野駅 → 宇野港（直島） → 築港銀座 → 玉野営業所前 → 田井 → 築港新町 → 岡山ろうさい病院・天満屋バスセンター・イオンモール岡山前・岡山駅（平日1本のみ運行）
- 路線概説

1988年9月より運行開始。
西日本旅客鉄道宇野線は瀬戸大橋（本四備讃線）開通に伴う系統変更により、茶屋町駅 - 宇野駅間が事実上支線化し、岡山駅への直通列車が大幅に減少した。特に宇野は岡山の外港として岡山との結びつきが強く、その需要に反して利便性が損なわれることとなった。
そこで、両備バスでは新しいタイプの直通特急バスを運行することを決定し、宇野地区からは沿線人口は少ないが道路渋滞も少ないルートを選定し、約1時間程度で岡山市中心部までアクセスできるようにした。また、新しいタイプの特急バスとしてのサービスについては、「可能なものは全て採用」したという。
使用車両は観光バスタイプのハイデッカー（三菱エアロバス）を使用するが、車内は夜行高速バスと同様の独立3列シート32人乗りとした。各座席にはフットレストやオーディオ装置も装備され、車内前方にはテレビを設置した。さらに、緑茶とコーヒーがセルフサービスで提供されるサービスコーナーを設置した。
本路線用の定期乗車券も設定され、朝の岡山駅行きの3本については専用定期券利用者は座席の指定が可能になった。
運行開始当初は13往復であったが、当初主要なターゲットとした通勤客のみならず、日中の利用客にも好評であったことから漸次増便され、2013年4月22日のダイヤ現在平日33往復土休日31往復（いずれも玉橋－岡山駅間）となっている。
一方、利用者の増加により独立3列シートでは対応できなくなったことから、増便の際には4列シートでの増備となった。
さらに、一般道路経由の路線バスであることから交通バリアフリー法の適用を受けるため、2004年に導入された車両は路線バス用の三菱ふそう・エアロスターのシャーシを使用し、西日本車体工業のボディを架装した前扉のみでリクライニングシート装備のワンステップバスであった。その2004年に導入された新型車2両を含めて8月30日、玉野営業所がある玉野市宇野近辺での高潮の影響で、同所所属のバスの大半が被災する事態となった。
特急バス車両も全車被災し、新型車は修理を行い、それ以外の経年車両は全て廃車となり、しばらくの間はグループ各社より集められた観光バス型の車両を暫定使用しての運用で、同年末までにリピートオーダーで3両導入された。
2006年に導入された4両の増備車はエアロスターの三菱純正車体を架装し、前扉後方に車椅子用扉を装備している。これらの車両は水戸岡鋭治によるデザインとなっている。
2019年2月に、一般路線バス用のエアロスターのワンステップバス仕様、にフルカラーLED式方向幕・USBポート・デニム生地のリクライニングシートを採用した新車両（通常の乗降は前扉のみを使用。中扉は車椅子用）が導入された。こちらは、自社内製部門によるデザインとなっている。。
2019年8月1日に、玉野市内のクローズドドアシステムが廃止された。
モーニングライナー
西大寺バスセンター・益野・益野西 → 県庁前・天満屋バスセンター（平日朝のみ運行。）

### 一般路線バス
- <（バス停）/（バス停）>は、どちらかを経由。
- 岡山電気軌道のバスとの共通区間において、定期券の共通利用が可能（共通する全区間で適用）。
- 下津井電鉄との共通区間において、定期券の共通利用が可能（岡山駅 - 中庄駅線のみで適用）。
- 井笠バスカンパニーとの共通区間において、両備バスのHareca定期券の共通利用が可能（2018年9月1日から新倉敷駅 - 玉島中央町線のみで適用。ただし、井笠バスの紙式定期券で両備バスを利用することはできない）[16]。
- 注 読み方：海吉（みよし）、嶽（だけ）、三蟠（さんばん）、杜の街（もりのまち）、大供（だいく）、撫川（なつかわ）、岡南（こうなん）、相引（おうびき）、百舌鳥ヶ鼻（もずがはな）、堀南（ほりなん）

杜の街線（岡電バスと共同運行）
- 岡山駅 - イオンモール岡山前・源吉兆庵本社前 - 杜の街

2022年9月23日運行開始。
岡山西大寺線
- A1/314 （杜の街 - イオンモール岡山前・源吉兆庵本社前 -） 岡山駅 - NTT岡山前 - 天満屋バスセンター - 県庁前 - 山陽学園中学・高校前 - 東山 - 池の内東 - 嶽 - 自動車学校入口 - 曹源寺 - 福泊 - 海吉 - 益野西 - 益野 - 西大寺バスセンター
- 3/314 天満屋バスセンター - 県庁前 - 山陽学園中学・高校前 - 東山 - 池の内東 - 嶽 - 自動車学校入口 - 曹源寺 - 福泊 - 海吉 - 益野西 - 益野 - 西大寺バスセンター（平日のみ運行）
- 314 山陽学園中学・高校前 - 東山 - 池の内東 - 嶽 - 自動車学校入口 - 曹源寺 - 福泊 - 海吉 - 益野西 - 益野 - 西大寺バスセンター（平日のみ運行）
- A1/315 岡山駅 - NTT岡山前 - 天満屋バスセンター - 県庁前 - 山陽学園中学・高校前 - 東山 - 池の内東 - 嶽 - 自動車学校入口 - 曹源寺 - 福泊 - 海吉 - 益野西 - 益野 - 西大寺バスセンター - 西大寺駅 - 東区役所前

平日は1時間に5 - 6本程度、土曜日・日曜日・祝日は1時間に4本程度運行される幹線である。
一部便は杜の街発着
一部便は天満屋バスセンター発着
一部便は山陽学園中学・高校前発着
一部便は東区役所前発着
- 2/317 岡山駅 - イオンモール岡山前・源吉兆庵本社前 - 山陽新聞社前・杜の街入口 - 市役所入口 - 大雲寺前 - 千日前・岡山芸術創造劇場ハレノワ南 - 山陽学園中学・高校前 - 東山 - 池の内東 - 嶽 - 自動車学校入口 - 曹源寺 - 福泊 - 海吉 - 益野西 - 益野 - 西大寺バスセンター（平日のみ運行）
- 西大寺バスセンター→東区役所前（直行便。旧東備バス路線。平日のみ運行。）

2022年4月1日運行開始。
沖元・津田線
1/347 岡山駅 - NTT岡山前 - 天満屋バスセンター - 小橋 - 桜橋 - 平井 - 江崎 - 藤崎 - 桑野 - 沖元 - 光政 - 津田 - 金岡 - 西大寺農協前 - 西大寺バスセンター
岡山駅 - 江崎間は岡電バス（桑野営業所・岡山ふれあいセンター・三蟠南・新岡山港線の岡山駅 - 新道江崎下間）との定期券の共通利用が可能（共通する全区間で適用）。
岡山国際ホテル・操南台団地線
- A1/341 岡山駅 - NTT岡山前 - 天満屋バスセンター - 県庁前 - 山陽学園中学・高校前 - 東山 - 岡山国際ホテル - （積水ハウス）操南台団地西
- 341 山陽学園中学・高校前 - 東山 - 岡山国際ホテル - （積水ハウス）操南台団地西（平日のみ運行）

一部便は山陽学園中学・高校前発着
- A1 （積水ハウス）操南台団地西 → 池の内東 → 東山 → 山陽学園中学・高校前 → 県庁前 → 天満屋バスセンター → NTT岡山前 → 岡山駅（平日のみ運行）

旭川荘線
1/208 岡山駅 - NTT岡山前 - 天満屋バスセンター - 県庁前 - 国富 - 浜・中区役所前 - 六枚橋 - 原尾島住宅 - 藤原 - 清水 - 中井 - 国府市場西 - 祇園 - 旭川荘（全便ノンステップバスにて運行）
高島駅旭川荘線
209 新屋敷団地高島駅前 - 中井 - 国府市場西 - 祇園 - 旭川荘（全便ノンステップバスにて運行）
牛窓（神崎・南回り）西大寺線
- 303 東区役所前 - 西大寺バスセンター - 西大寺駅 - 旭川荘吉井川キャンパス前 - 神崎 - ほんぶしん前 - 宿毛 - 鹿忍 - 紺浦（牛窓支所前） - 牛窓

平日の一部便は東区役所前発着。
西脇線
- 307 牛窓 - 紺浦（牛窓支所前） - 鹿忍 - 西脇 - 子父雁入口 （瀬戸内市立牛窓西小学校登校日のみ運行）

淡水湖・鉾立・上山坂方面
- 502→A1/502 岡山駅 - 柳川西 - NTT岡山前 - 天満屋バスセンター - 大雲寺前 - 清輝橋 - （岡電）岡南営業所 - 岡南小学校前 - 豊成 - 浜野入口 - 洲崎 - みやはら耳鼻科・福浜市営住宅前 - あけぼの町 - 築港新町 - 甲浦郵便局前 - 甲浦学校前 - 小串 - 相引（おうびき） - 鉾立 - 上山坂 - 梶岡 - 東児市民センター - 山田 - 後閑 - 大藪 - 田井 - 清水橋 - 玉野営業所前 - 宇野駅 - 旭橋通り（旧道） - 玉野市役所前（メルカ前） - 玉野市役所入口（たまの病院前行きのみ停車） - たまの病院前（到着は新道、出発は旧道）（相引 - 鉾立 - 上山坂 - 宇野駅 - たまの病院前間は玉野市コミュニティバス「シーバス」として運行。宇野駅 - たまの病院前間は平日のみ運行。甲浦学校前 - 鉾立間、上山坂 - 田井間はフリー乗降区間）

岡山駅行きは鉾立から「A1」となる。
- 501→A1/501 岡山駅 - 柳川西 - NTT岡山前 - 天満屋バスセンター - 大雲寺前 - 清輝橋 - （岡電）岡南営業所 - 岡南小学校前 - 豊成 - 浜野入口 - 洲崎 - みやはら耳鼻科・福浜市営住宅前 - あけぼの町 - 築港新町 - 甲浦郵便局前 - 甲浦学校前 - 金甲山登山口 - 上山坂 - 梶岡 - 東児市民センター - 山田 - 後閑 - 大藪 - 田井 - 清水橋 - 玉野営業所前 - 宇野駅（上山坂 - 宇野駅間は玉野市コミュニティバス「シーバス」として運行。平日のみ運行。甲浦学校前 - 田井間はフリー乗降区間）

岡山駅行きは上山坂から「A1」となる。
国道30号線方面（岡山駅 - 大東間は岡電バスと共同運行）
- 534→A1/534 岡山駅 - 柳川西 - NTT岡山前 - 天満屋バスセンター - 大雲寺前 - 清輝橋 - （岡電）岡南営業所 - 岡南小学校前 - 日赤病院入口 - 青江北 - 泉田口 - 芳泉高入口 - 当新田 - 大東 - ダイキ岡山前 - 興陽高校前 - 西高崎 - 七区入口 - 東紅陽台 - 秀天橋 - 横田口 - 深山公園入口 - 田井 - 清水橋 - 玉野営業所前 - 宇野駅 - 旭橋通り（新道） - 玉野市役所入口 - たまの病院前（渋川三丁目行きは新道、岡山駅行きは旧道） - 鳴滝橋（渋川三丁目行きは新道、岡山駅行きは旧道） - 商工高校前 - 玉比咩神社前 - 玉四丁目 - 三井E&S玉正門前 - 三井E&S日の田正門前 - 和田社宅前 - 羽根崎町 - 日比 - 渋川三丁目

岡山駅行きは秀天橋から「A1」となる。
- 535→A1/535 岡山駅 - 柳川西 - NTT岡山前 - 天満屋バスセンター - 大雲寺前 - 清輝橋 - （岡電）岡南営業所 - 岡南小学校前 - 日赤病院入口 - 青江北 - 泉田口 - 芳泉高入口 - 当新田 - 大東 - ダイキ岡山前 - 興陽高校前 - 西高崎 - 七区入口 - 東紅陽台 - 秀天橋 - 荘内支所前 - 長尾 - 玉原 - 玉比咩神社前 - 玉四丁目 - 三井E&S玉正門前 - 三井E&S日の田正門前 - 和田社宅前 - 羽根崎町 - 日比 - 渋川三丁目

岡山駅行きは秀天橋から「A1」となる。
- 537→A1/537 岡山駅 - 柳川西 - NTT岡山前 - 天満屋バスセンター - 大雲寺前 - 清輝橋 - （岡電）岡南営業所 - 岡南小学校前 - 日赤病院入口 - 青江北 - 泉田口 - 芳泉高入口 - 当新田 - 大東 - ダイキ岡山前 - 興陽高校前 - 西高崎 - 七区入口 - 東紅陽台 - 秀天橋 - 荘内支所前 - 長尾 - 玉原 - 玉比咩神社前 - 商工高校前 - 鳴滝橋（岡山駅行きは新道、旭橋通り（新道）・宇野駅行きは旧道） - たまの病院前（岡山駅行きは新道、旭橋通り（新道）・宇野駅行きは旧道） - 玉野市役所入口 - 旭橋通り（新道） - 宇野駅

岡山駅行きは秀天橋から「A1」となる。
岡山駅発の土曜日・日曜日・祝日の最終便は旭橋通り（新道）が終点となる。
- 533→A1/533 岡山駅 - 柳川西 - NTT岡山前 - 天満屋バスセンター - 大雲寺前 - 清輝橋 - （岡電）岡南営業所 - 岡南小学校前 - 日赤病院入口 - 青江北 - 泉田口 - 芳泉高入口 - 当新田 - 大東 - ダイキ岡山前 - 興陽高校前 - 西高崎 - 七区入口 - 東紅陽台 - 秀天橋 - 横田口 - 深山公園入口 - 田井 - 清水橋 - 玉野営業所前 - 宇野駅 - 旭橋通り（新道） - 玉野市役所前（メルカ前）

岡山駅行きは秀天橋から「A1」となる。
- 岡山駅 - 柳川西 - NTT岡山前 - 天満屋バスセンター - 大雲寺前 - 清輝橋 - （岡電）岡南営業所 - 岡南小学校前 - 日赤病院入口 - 青江北 - 泉田口 - 芳泉高入口 - 当新田 - 大東 - 興陽高校前 - 西高崎 - 七区入口 - 東紅陽台 - 秀天橋 - 横田口 - 深山公園入口 - 田井 - 清水橋 - 玉野競輪場（玉野けいりん開催日のみ運行）岡山駅発は途中田井停留所まで乗降可能、玉野競輪場発は途中田井停留所から乗降可能。

岡山駅行きは秀天橋から「A1」となる。
- 532→A1/532 岡山駅 - 柳川西 - NTT岡山前 - 天満屋バスセンター - 大雲寺前 - 清輝橋 - （岡電）岡南営業所 - 岡南小学校前 - 日赤病院入口 - 青江北 - 泉田口 - 芳泉高入口 - 当新田 - 大東 - ダイキ岡山前 - 興陽高校前 - 西高崎 - 七区入口 - 東紅陽台 - 秀天橋 - 横田口（方転場） - 横田口 - 深山公園入口

岡山駅行きは横田口（方転場）から「A1」となる。
横田口（方転場）で玉野市コミュニティバス「シーバス」（横田口（方転場）-荘内支所前-玉比咩神社前-宇野駅）に、深山公園（入口・道の駅）で玉野市コミュニティバス「シーバス」（深山公園道の駅-宇野駅-玉比咩神社前-すこやかセンター）にそれぞれ接続。
- A1/531 岡山駅 - 柳川西 - NTT岡山前 - 天満屋バスセンター - 大雲寺前 - 清輝橋 - （岡電）岡南営業所 - 岡南小学校前 - 日赤病院入口 - 青江北 - 泉田口 - 芳泉高入口 - 当新田 - 大東 - 興陽高校前 - 岡山南支援学校（平日のみ運行。興陽高校前 - 岡山南支援学校間は登校日のみ運行。）

岡山駅行きは「A1」となる。
玉野各方面
- 534 宇野駅 - 旭橋通り（新道） - 玉野市役所入口 - たまの病院前（渋川三丁目行きは新道、宇野駅行きは旧道） - 鳴滝橋（渋川三丁目行きは新道、宇野駅行きは旧道） - 商工高校前 - 玉比咩神社前 - 玉四丁目 - 三井E&S玉正門前 - 三井E&S日の田正門前 - 和田社宅前 - 羽根崎町 - 日比 - 渋川三丁目
- 542 宇野駅 - 旭橋通り（新道） - 玉野市役所入口 - たまの病院前（王子ヶ岳登山口行きは新道、宇野駅行きは旧道） - 鳴滝橋（王子ヶ岳登山口行きは新道、宇野駅行きは旧道） - 商工高校前 - 玉比咩神社前 - 玉四丁目 - 三井E&S玉正門前 - 三井E&S日の田正門前 - 和田社宅前 - 羽根崎町 - 日比 - 渋川三丁目 - ホールサムインせとうち - 王子ヶ岳登山口

王子ヶ岳登山口で下津井電鉄の王子ヶ岳線（王子ヶ岳登山口-由加登山口-下之町-JR児島駅）に接続。
- 551 玉野営業所→宇野駅→旭橋通り（新道）→（ノンストップ）→玉橋→玉四丁目→三井E&S玉正門前→三井E&S日の田正門前→和田社宅前（旧道）→三井玉原前（三井E&Sホールディングス休業日運休）
- 549 秀天橋→荘内支所前→長尾→玉原→大池→和田社宅前→三井E&S日の田正門前→三井E&S玉正門前→玉四丁目→玉比咩神社前→商工高校前（平日のみ運行。ただし三井E&Sホールディングス休業日運休）
- 549 三井E&S玉正門前→三井E&S日の田正門前→和田社宅前→大池→玉原→長尾→荘内支所前→秀天橋→興陽高校前→ダイキ岡山前（平日のみ運行。ただし三井E&Sホールディングス休業日運休）

旧2号線方面（旧 中国JRバス路線）
- E11・E12 岡山駅 - NTT岡山前 - 天満屋バスセンター - 大雲寺前 - 大供 - 厚生町商工会議所前 - 光生病院前（岡山駅発のみ） - 野田東（職安前） - 大野辻 - （北長瀬駅前） - 鉄工センター前 - 庭瀬本町 - 下撫川 - 瀬戸大橋温泉前 - 清心学園口 - 川崎医大前 - 松島西ノ口 - 百舌鳥ヶ鼻 - 倉敷駅

一部の便はE12 北長瀬駅前経由
平日2往復、土曜日・日曜日・祝日1往復のみ運行。
- E54 岡山駅 - NTT岡山前 - 天満屋バスセンター - 大雲寺前 - 大供 - 厚生町商工会議所前 - 光生病院前（岡山駅発のみ） - 野田東（職安前） - 大野辻 - （北長瀬駅前） - 鉄工センター前 - 庭瀬本町 - 下撫川 - 瀬戸大橋温泉前 - 清心学園口 - 川崎医大前 - 松島西ノ口 - 中庄駅

岡電バス・下電バスと共同運行
一部の便は北長瀬駅前経由
- E84 岡山駅 - NTT岡山前 - 天満屋バスセンター - 大雲寺前 - 大供 - 厚生町商工会議所前 - 光生病院前（岡山駅発のみ） - 野田東（職安前） - 大野辻 - 北長瀬駅前

岡電バスと共同運行
両備バスは土曜日・日曜日・祝日夕方1往復のみ運行。岡電バスは平日夕方1往復のみ運行。
- E56 中庄駅 → 倉敷高校前 → 流通センター → コンベックス岡山前 → 下撫川 → 庭瀬本町 → 鉄工センター前 → 北長瀬駅前 → 大野辻 → 野田東（職安前） → 厚生町商工会議所前 → 大供 → 山陽新聞社前・杜の街入口 → イオンモール岡山前・源吉兆庵本社前 → 岡山駅（平日朝に中庄駅発1本のみ運行）

イオンモール倉敷・水江循環線
- A1 倉敷駅北口 → あけぼの橋 → イオンモール倉敷前 → 水江 → 八王寺 → 西中学校前 → 倉敷駅北口（循環）
- 01 倉敷駅北口 - あけぼの橋 - イオンモール倉敷前

1乗車につきおとな（中学生以上）170円、こども（小学生）90円。
倉敷循環線
C1（右回り） 倉敷駅 ⇔ あちてらす倉敷 ⇔ 大原美術館前 ⇔ 中央二丁目・倉敷芸文館 - 倉商東 - 倉敷市役所 - 総合市場前 - <ゆめタウン倉敷> - 笹沖 - 葦高小学校東 - 葦高小学校正門 - リハビリテーション病院 - 堀南 - 倉敷南小学校前 -　東富井 - 大高小学校前 - 沖新町 - 田ノ上 - 倉敷消防署 - 倉敷成人病センター前 - 倉商前 - 中央二丁目・倉敷芸文館 - 倉敷駅（循環）
C2（左回り、2019年5月18日から平日のみ運行）　上記と逆方向（ゆめタウン倉敷はバス停なし）
倉敷吉岡線
- 31 倉敷駅 - 大原美術館前 - 中央二丁目・倉敷芸文館 - 倉商東 - 倉敷市役所 - 笹沖 - 葦高小学校東 - 倉敷南高校入口 - 吉岡 - 二福小古城池高前 - 観音堂 - 水島協同病院前 - 青葉町 - 連島 - ドンドン - 倉敷芸術科学大学
- 32 倉敷駅 - 大原美術館前 - 中央二丁目・倉敷芸文館 - 倉商東 - 倉敷市役所 - 笹沖 - 葦高小学校東 - 倉敷南高校入口 - 吉岡 - 二福小古城池高前 - 観音堂 - 水島協同病院前 - 青葉町 - 連島 - ドンドン - 霞橋
- 33 倉敷駅 - 大原美術館前 - 中央二丁目・倉敷芸文館 - 倉商東 - 倉敷市役所 - 笹沖 - 葦高小学校東 - 倉敷南高校入口 - 吉岡 - 二福小古城池高前 - 観音堂 - 水島協同病院前

一日数便、33 水島協同病院前発着便あり
2021年9月1日から霞橋車庫発着便は霞橋発着便に変更された。
倉敷小溝線
- 21 倉敷駅 - 老松町 - 四十瀬球場前 - 中島口 - 小溝・倉敷中央高校入口 - 江長十字路 - ヤットコ - 連島 - ドンドン - 倉敷芸術科学大学
- 22 倉敷駅 - 老松町 - 四十瀬球場前 - 中島口 - 小溝・倉敷中央高校入口 - 江長十字路 - ヤットコ - 連島 - ドンドン - 霞橋

2021年9月1日から霞橋車庫発着便は霞橋発着便に変更された。
新倉敷駅発着（新倉敷駅 - 玉島中央町間は井笠バスカンパニーと共同運行）
- 91 新倉敷駅 - 霞橋 - 倉敷芸術科学大学
- 93 新倉敷駅 - 玉島中央町
- 94 新倉敷駅 - 倉敷西年金事務所前 - 堀貫 - 東高地南 - 坂田町 - 住友重機械西門
- 96 新倉敷駅 - 倉敷西年金事務所前 - 堀貫 - 東高地南 - 坂田町
- 95 新倉敷駅 - 倉敷西年金事務所前 - 堀貫 - 東高地南 - （クラレ正門前） - 住友重機械正門前 - ハーバーアイランド3工区（平日・土曜日のみ運行）

平日1往復のみクラレ正門前経由
- 90 新倉敷駅北口 - 作陽学園正門 - 中国能開大（平日のみ運行）

#### 過去にあった路線
廃止路線・系統は非常に多数有り、ここでは近年廃止されたものや主なものに限り掲載する。
- 岡山駅 - 浜東・メディアコム - 長岡 - 西大寺バスセンター
- 西大寺バスセンター → 益野 → 益野西 → 海吉 → 福泊 → 曹源寺 → 自動車学校入口 → 嶽 → 池の内東 → 東山 → 山陽学園中学・高校前 → 県庁前 → 天満屋バスセンター → イオンモール岡山前・源吉兆庵本社前 → 岡山駅前 → NTT岡山前 → 天満屋バスセンター → 県庁前 → 山陽学園中学・高校前 → 東山 → 池の内東 → 嶽 → 自動車学校入口 → 曹源寺 → 福泊 → 海吉 → 益野西 → 益野 → 西大寺バスセンター（循環）

岡山駅構内には入らない
- 209 新屋敷団地高島駅前 - 中井 - 国府市場西 - 祇園 - 旭川荘 - 旭川荘北

2024年3月31日をもって旭川荘 - 旭川荘北間を廃止し、新屋敷団地高島駅前 - 旭川荘間の運行となった。
- 天満屋バスセンター - 岡山駅 - <大元駅/宗忠神社> - 火の見・早島駅・帯江・羽島・倉敷駅

通称早倉線。2009年12月をもって廃止された。
- 天満屋バスセンター - 岡山駅 - 大元駅 - 汗入・重井付属病院(※)
- 天満屋バスセンター - 岡山駅 - 大元駅 - コンベックス岡山・流通センター(※)
- 天満屋バスセンター - 岡山駅 - 大元駅 - 国道大福 -国道早島 - コンベックス岡山 - 倉敷駅
- 岡山駅 - 天満屋バスセンター - 淡水湖 - 免許試験場
- 岡山駅 - 天満屋バスセンター - 東山 - 曹源寺 - 倉益南
- 岡山駅 - 天満屋バスセンター - 山陽学園大学・短大 - <湊・倉益南/桑野営業所/ふれあいセンター/三蟠南>(※)
- 岡山駅 - <天満屋バスセンター/大学病院> - <山陽学園大学・短大/新道> - 新岡山港(※)
- 岡山駅 - 天満屋バスセンター - 県庁 - 古京 - 山陽学園大学・短大 - ふれあいセンター(※)
- 岡山駅 - 天満屋バスセンター - 清輝橋 - 岡南小学校前 - 日赤病院前 - 興陽高校前 - 七区入口 - ファーマーズ・マーケット（土日祝のみ運行）
- 玉野営業所前→田井→秀天橋→七区入口→興陽高校前→日赤病院前→岡南小学校前→清輝橋 →天満屋バスセンター→県庁前（グリーンライナー、平日朝に1本のみ運行）
- 岡山駅-天満屋-淡水湖-金甲山
- 西高崎 - 七区入口 - 東紅陽台 - 秀天橋 - 深山公園入口 - （ループ橋） - 玉橋 - 三井E&S玉正門前 - 日の田正門・三井E&Sマシナリー前（平日のみ運行。ただし三井E&Sホールディングス休業日運休）
- 541 宇野駅 - 旭橋通り（新道） - 玉野市役所前（メルカ前） - 中山トンネル - 玉野レクレセンター - 玉橋 - 玉四丁目 - 三井E&S玉正門前 - 三井E&S日の田正門前 - 和田社宅前 - 羽根崎町 - <日比/日比市民センター> - 渋川三丁目
- （宇野港） - 宇野駅 - 玉野市役所前（旧道） - 宇野三丁目 - 玉橋 - 玉四丁目 - 市民会館前（現・玉比咩神社前） - 玉原 - 大池 - 企業団地北 - 天王谷川公園 - 四井手 - 荘内支所前 - 秀天橋 - 横田口（方転場） - 八浜駅 - 玉野光南高校
- 宇野駅 - 旭橋通り（旧道） - 玉野市役所前（旧道） - 宇野三丁目 - 玉橋 - 玉四丁目 - 玉比咩神社前 - 玉原 - 大池 - 企業団地北 - 天王谷川公園 - 長尾 - （永井上） - 荘内支所前 - 秀天橋 - 横田口（方転場） - 八浜駅 - 玉野光南高校（秀天橋 - 玉野光南高校間は平日のみ運行）[26]
- 宇野駅 - 旭橋通り（旧道） - 玉野市役所前（旧道） - 宇野三丁目 - 玉橋 - 玉四丁目 - 玉比咩神社前 - 玉原 - 大池 - 企業団地北 - 天王谷川公園 - 長尾 - （永井上） - 荘内支所前 - 秀天橋 - 横田口（方転場）
- 25 倉敷駅 - 老松町 - 四十瀬球場前 - 中島口 - 小溝 - 江長十字路 - 青葉町 - 三菱正門西 - JFE南門（平日のみ運行）[27]
- 倉敷駅→四十瀬球場前→江長十字路→水島支所前→三菱正門東→JOMO
- 倉敷駅 - 四十瀬球場前 - 中島口 - 大橋 - 霞橋 - 倉敷リバーサイド病院
- 江長十字路→ヤットコ→連島→ドンドン→霞橋→新倉敷駅（江長十字路発のみ運行）
- 倉敷駅 - 大原美術館前 - 倉商前 - 江長十字路 - 水島郵便局前 - 水島支所前 - 三菱正門東 - JOMO
- 新倉敷駅 - 霞橋 - ドンドン - 連島 - ヤットコ
- 99 新倉敷駅→霞橋
- 新倉敷駅 - 池畝
- 乙島循環線　新倉敷駅⇔堀貫⇔養父⇔玉島中央町⇔七島⇔新倉敷駅
- 97 クラレ正門前→東高地南→堀貫→倉敷西年金事務所前→新倉敷駅（平日夕方にクラレ正門前発1本のみ運行）
- 西大寺シビルライナー：西大寺バスセンター・益野 - 県庁前・天満屋バスセンター・（岡山）市役所入口・岡山駅
パーク・アンド・バスライド専用、専用定期券が必要

※の路線と早倉線の火の見止めは、桑野営業所とともにグループ会社の岡電バスに移管。企業団地・荘内・横田口線はシーバスに移行。

### コミュニティバス
玉野市コミュニティバス
玉野市からの受託運行で、シーバスの愛称で運行。小型シーバス線はHareca・交通系ICカード全国相互利用サービス対応カード利用不可。
- 中型シーバス線（東児 - 深山 - すこやか）
  - 東児市民センター - 山田 - 後閑 - 大藪 - 田井（東児市民センター行きのみ停車） - 田井駅 - 深山公園道の駅 - 田井駅 - 田井（すこやかセンター行きのみ停車） - 清水橋 - 岡山赤十字玉野病院 - 宇野駅 - 旭橋通り（旧道） - 玉野市役所前（すこやかセンター行きのみ停車） - たまの病院前（すこやかセンター行きは新道、東児市民センター行きは旧道） - 鳴滝橋（すこやかセンター行きは新道、東児市民センター行きは旧道） - 宇野三丁目 - 玉橋 - 玉比咩神社前 - すこやかセンター
  - 東児市民センター - 山田 - 後閑 - 大藪 - 福祉の丘公園前 - 清水橋 - 玉野営業所前 - 宇野駅 - 旭橋通り（旧道） - 玉野市役所前（すこやかセンター行きのみ停車） - たまの病院前（すこやかセンター行きは新道、東児市民センター行きは旧道） - 鳴滝橋（すこやかセンター行きは新道、東児市民センター行きは旧道） - 商工高校前 - 玉比咩神社前 - すこやかセンター（平日のみ運行）
  - すこやかセンター → 玉比咩神社前 → 商工高校前 → 鳴滝橋（旧道） → たまの病院前（旧道） → 玉野市役所前 → 旭橋通り（新道） → 宇野駅 → 岡山赤十字玉野病院 → 清水橋 → 田井駅 → 深山公園道の駅 → 田井駅 → 田井 → 大藪 → 後閑 → 山田 → 東児市民センター（平日のみ運行）
- 中型シーバス線（荘内 - 深山 - すこやか）
  - 深山公園道の駅 → 田井駅 → 田井 → 福祉の丘公園前 → 岡山赤十字玉野病院 → 宇野駅 → 旭橋通り（旧道） → 玉野市役所前 → 玉野市役所入口 → たまの病院前（新道） → 鳴滝橋（新道） → 宇野三丁目 → 玉橋 → 玉比咩神社前 → すこやかセンター（平日のみ運行）
  - すこやかセンター → 玉比咩神社前 → 商工高校前 → 鳴滝橋（旧道） → たまの病院前（旧道） → 玉野市役所前 → 旭橋通り（新道） → 宇野駅 → 清水橋 → 田井駅 → 深山公園入口 → （ノンストップ） → 東紅陽台 → 東紅陽台北公園 → 東紅陽台 → （ノンストップ） → 荘内小学校（北体育館）（平日のみ運行）
- 中型シーバス線（宇野 - 玉原 - 荘内）
  - 宇野駅 - 旭橋通り（旧道） - 玉野市役所前（旧道） - たまの病院前（横田口（方転場）行きは新道、宇野駅行きは旧道） - 鳴滝橋（横田口（方転場）行きは新道、宇野駅行きは旧道） - 宇野三丁目 - 中山トンネル - 玉野レクレセンター - 玉橋 - 玉四丁目 - 玉比咩神社前 - 玉原 - 大池 - 企業団地北 - 天王谷川公園 - 長尾 - 荘内支所前 - 秀天橋 - 横田口（方転場）（平日のみ運行）
- 中型シーバス線（東児 - 深山 - 宇野 - 玉原）
  - 東児市民センター → 山田 → 後閑 → 大藪 → 田井駅 → 深山公園道の駅 → 田井駅 → 田井 → 清水橋 → 岡山赤十字玉野病院 → 宇野駅 → 旭橋通り（旧道） → 玉野市役所前 → たまの病院前（新道） → 鳴滝橋（新道） → 宇野三丁目 → 玉橋 → 玉比咩神社前 → 玉原 → 大池 → 企業団地北 → 天王谷川公園（平日のみ運行）
- 小型シーバス線（東児 - 八浜 - 深山 - 宇野 - 日比）
  - 東児市民センター - 梶岡 - 胸上 - 鉾立 - 上山坂 - 梶岡 - 東児市民センター - 山田 - 後閑 - 後閑北 - 八浜市民センター - 玉野光南高校 - 八浜駅 - 横田口（方転場） - 深山公園道の駅 - 田井 - 福祉センター - 田井みなと公園 - 岡山赤十字玉野病院 - 宇野駅 - 旭橋通り - 玉野市役所前 - たまの病院前（新道）（日比市民センター行きのみ停車） - たまの病院（構内） - たまの病院前（旧道）（八浜市民センター・東児市民センター行きのみ停車） - 鳴滝橋（日比市民センター行きは新道、八浜市民センター・東児市民センター行きは旧道） - 宇野三丁目 - 玉野レクレセンター（八浜市民センター・東児市民センター行きのみ停車） - 玉橋（八浜市民センター・東児市民センター行きのみ停車） - 玉比咩神社前 - 玉橋（日比市民センター行きのみ停車） - 和田社宅前（旧道） - 日比市民センター（平日のみ運行）
  - 東児市民センター - 梶岡 - 胸上 - 鉾立 - 上山坂 - 梶岡 - 東児市民センター - 山田 - 後閑 - 後閑北 - 八浜市民センター - 玉野光南高校 - 八浜駅 - 横田口（方転場） - 深山公園道の駅 - 田井 - 福祉センター - 田井みなと公園 - 岡山赤十字玉野病院 - 宇野駅 - 旭橋通り - 玉野市役所前 - たまの病院前（新道）（玉橋行きのみ停車） - たまの病院（構内） - たまの病院前（旧道）（八浜市民センター・東児市民センター行きのみ停車） - 鳴滝橋（玉橋行きは新道、八浜市民センター・東児市民センター行きは旧道） - 宇野三丁目 - 玉野レクレセンター（八浜市民センター・東児市民センター行きのみ停車） - 玉橋（平日のみ運行）
- 大型シーバス線（宇野 - 渋川）
  - 宇野駅 → 旭橋通り（旧道） → 玉野市役所前（メルカ前） → 玉野市役所入口 → たまの病院前（新道） → 鳴滝橋（新道） → 商工高校前 → 玉比咩神社前 → 玉四丁目 → 三井E&S玉正門前 → 三井E&S日の田正門前 → 和田社宅前 → 羽根崎町 → 日比 → 渋川三丁目（平日のみ運行）
  - 宇野駅 → 旭橋通り（旧道） → 玉野市役所前（メルカ前） → 玉野市役所入口 → たまの病院前（新道） → 鳴滝橋（新道） → 商工高校前 → 玉比咩神社前 → 玉四丁目 → 三井E&S玉正門前 → 三井E&S日の田正門前 → 和田社宅前 → 羽根崎町 → 日比 → 渋川三丁目 → ホールサムインせとうち → 王子ヶ岳登山口（平日のみ運行）
王子ヶ岳登山口で下津井電鉄の王子ヶ岳線（王子ヶ岳登山口-由加登山口-下之町-JR児島駅）に接続。
  - 渋川三丁目 → 日比市民センター → 羽根崎町 → 和田社宅前 → 三井E&S日の田正門前 → 三井E&S玉正門前 → 玉四丁目 → 玉比咩神社前 → 商工高校前 → 鳴滝橋（旧道） → たまの病院前（旧道） → 玉野市役所前（メルカ前） → 旭橋通り（旧道） → 宇野駅 → 玉野営業所前（平日のみ運行）
  - 渋川三丁目 → 日比市民センター → 和田社宅前（旧道） → 三井E&S日の田正門前 → 三井E&S玉正門前 → 玉四丁目 → 玉比咩神社前 → 商工高校前 → 鳴滝橋（旧道） → たまの病院前（旧道） → 玉野市役所前（メルカ前） → 旭橋通り（旧道） → 宇野駅（平日のみ運行）
- 大型シーバス線（相引 - 鉾立 - 上山坂 - 東児 - 宇野）
  - 502→A1/502 岡山駅 - 柳川西 - NTT岡山前 - 天満屋バスセンター - 大雲寺前 - 清輝橋 - （岡電）岡南営業所 - 岡南小学校前 - 豊成 - 浜野入口 - 洲崎 - みやはら耳鼻科・福浜市営住宅前 - あけぼの町 - 築港新町 - 甲浦郵便局前 - 甲浦学校前 - 小串 - 相引（おうびき） - 鉾立 - 上山坂 - 梶岡 - 東児市民センター - 山田 - 後閑 - 大藪 - 田井 - 清水橋 - 玉野営業所前 - 宇野駅 - 旭橋通り（旧道） - 玉野市役所前（メルカ前） - 玉野市役所入口（たまの病院前行きのみ停車） - たまの病院前（到着は新道、出発は旧道）（岡山駅 - 相引間は一般路線として運行。宇野駅 - たまの病院前間は平日のみ運行。甲浦学校前 - 鉾立間、上山坂 - 田井間はフリー乗降区間）

岡山駅行きは鉾立から「A1」となる。
- - 501→A1/501 岡山駅 - 柳川西 - NTT岡山前 - 天満屋バスセンター - 大雲寺前 - 清輝橋 - （岡電）岡南営業所 - 岡南小学校前 - 豊成 - 浜野入口 - 洲崎 - みやはら耳鼻科・福浜市営住宅前 - あけぼの町 - 築港新町 - 甲浦郵便局前 - 甲浦学校前 - 金甲山登山口 - 上山坂 - 梶岡 - 東児市民センター - 山田 - 後閑 - 大藪 - 田井 - 清水橋 - 玉野営業所前 - 宇野駅（岡山駅 - 上山坂間は一般路線として運行。平日のみ運行。甲浦学校前 - 田井間はフリー乗降区間）

岡山駅行きは上山坂から「A1」となる。

### 特定輸送バス
- 玉野けいりん送迎バス
国道フェリー - 宇野駅 - 玉野競輪場（無料）
- まるがめ競艇送迎バス
岡山駅前 - 天満屋バスセンター - 水道局前 - 大元駅前 - 野崎 - 大角橋 - 国道福田 - 国道妹尾 - 国立療養所口 - 国道早島 - （瀬戸中央自動車道経由） - まるがめ競艇場（無料）
- JFEスチール西日本製鉄所倉敷地区（旧川崎製鉄水島製鉄所）専用（構内・通勤）バス
- 清心中学校・清心女子高等学校スクールバス
中庄駅 - 川崎医大前 - 清心学園前
- 岡山県立岡山東支援学校スクールバス
- 岡山県立岡山南支援学校スクールバス
- 岡山県立早島支援学校スクールバス
- 岡山県立誕生寺支援学校スクールバス
- ノートルダム清心女子大学附属幼稚園スクールバス
- IKEA鶴浜シャトルバス（担当：大阪）

2018年1月から3月の間JR難波駅（OCAT）〜IKEA鶴浜間の無料シャトルバスの運行を担当（北港観光バスから担当変更）。
同路線は2018年4月から大阪シティバスが「IKEA ⇔ なんばExpress」（一般路線）として運行。

### 車両
岡山三菱ふそう自動車販売（三菱ふそうトラック・バスと両備ホールディングスの折半出資会社）を系列に持つことから、バス車両はほぼ全てが三菱ふそう製であるが、2016年には特定輸送（岡山県立東備支援学校スクールバス）用としていすゞ自動車のガーラミオが西大寺営業所に導入された。また玉野市コミュニティバス（日野・ポンチョ）や、両備タクシーカンパニー所属小型貸切バスの一部に日野自動車製がある。一般路線用車両のうち大型車は、西大寺営業所はM尺車、他の営業所は短いK尺車の導入が多い。県内のほかの事業者と違い中古車の導入は殆どないが、2013年から2014年には大阪市交通局や神奈川中央交通から一般路線用車両を購入している。
玉野渋川特急用の車両のうち、2004年（平成16年）に導入されたKL-MP35JM改は、ホイールベースを5.3mからS尺と同等の6.5mに延ばしているほか、西日本車体工業（西工）製ボディを架装しているのが特徴である。
関西カンパニーにて乗務中のスマートフォン操作に関する不祥事の発生後、再発防止策の一環として全車両に緊急時連絡用の携帯電話が配備されるようになり、該当車両には「業務用携帯搭載車」のステッカーが貼付されている。

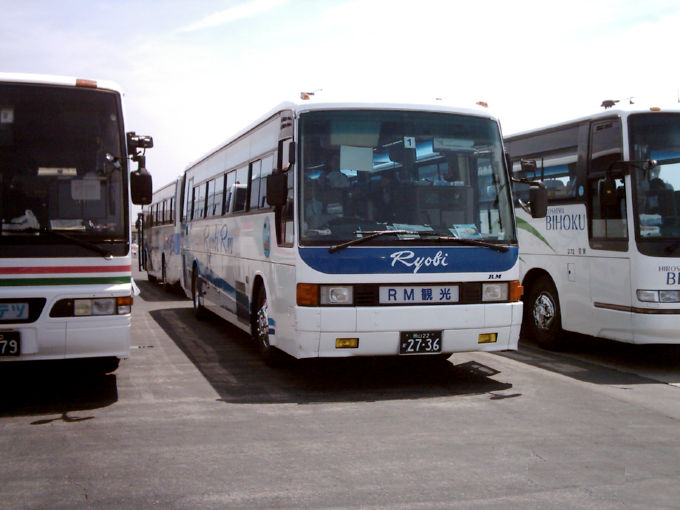
RM観光のエアロバス（2005年5月）
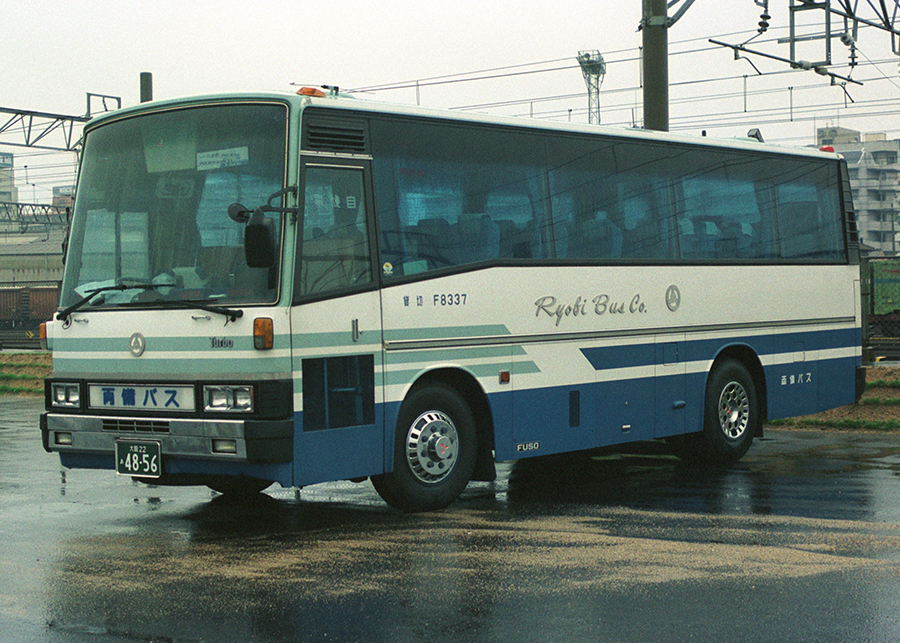
観光バス（旧塗装、大阪ナンバー車） F8337（1988年）
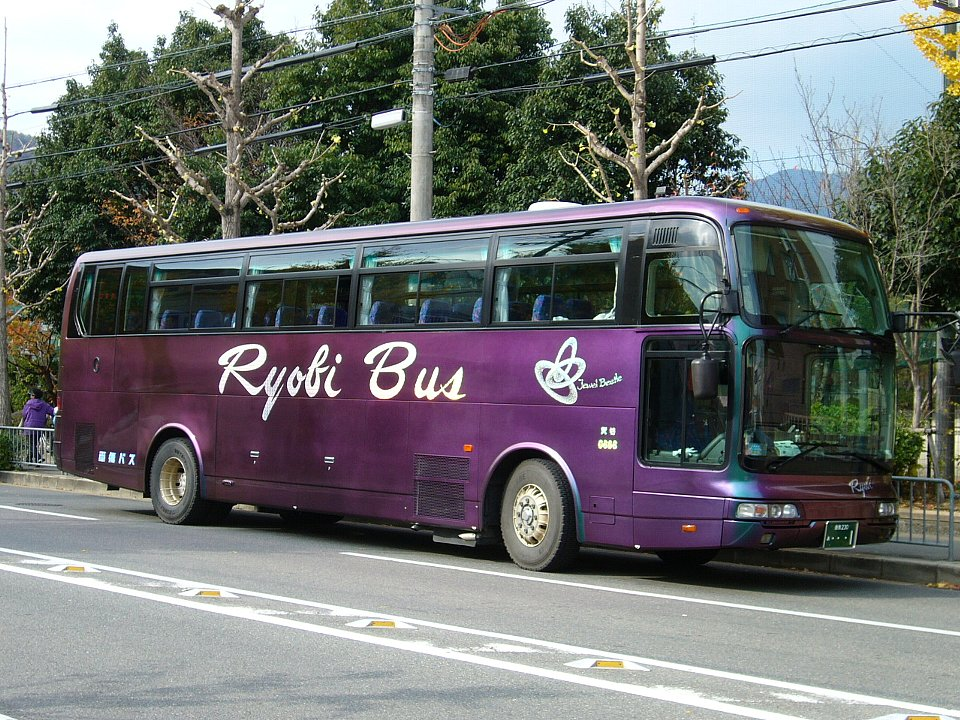
観光バス（通称ジェルビートル） 0666 京都市右京区にて
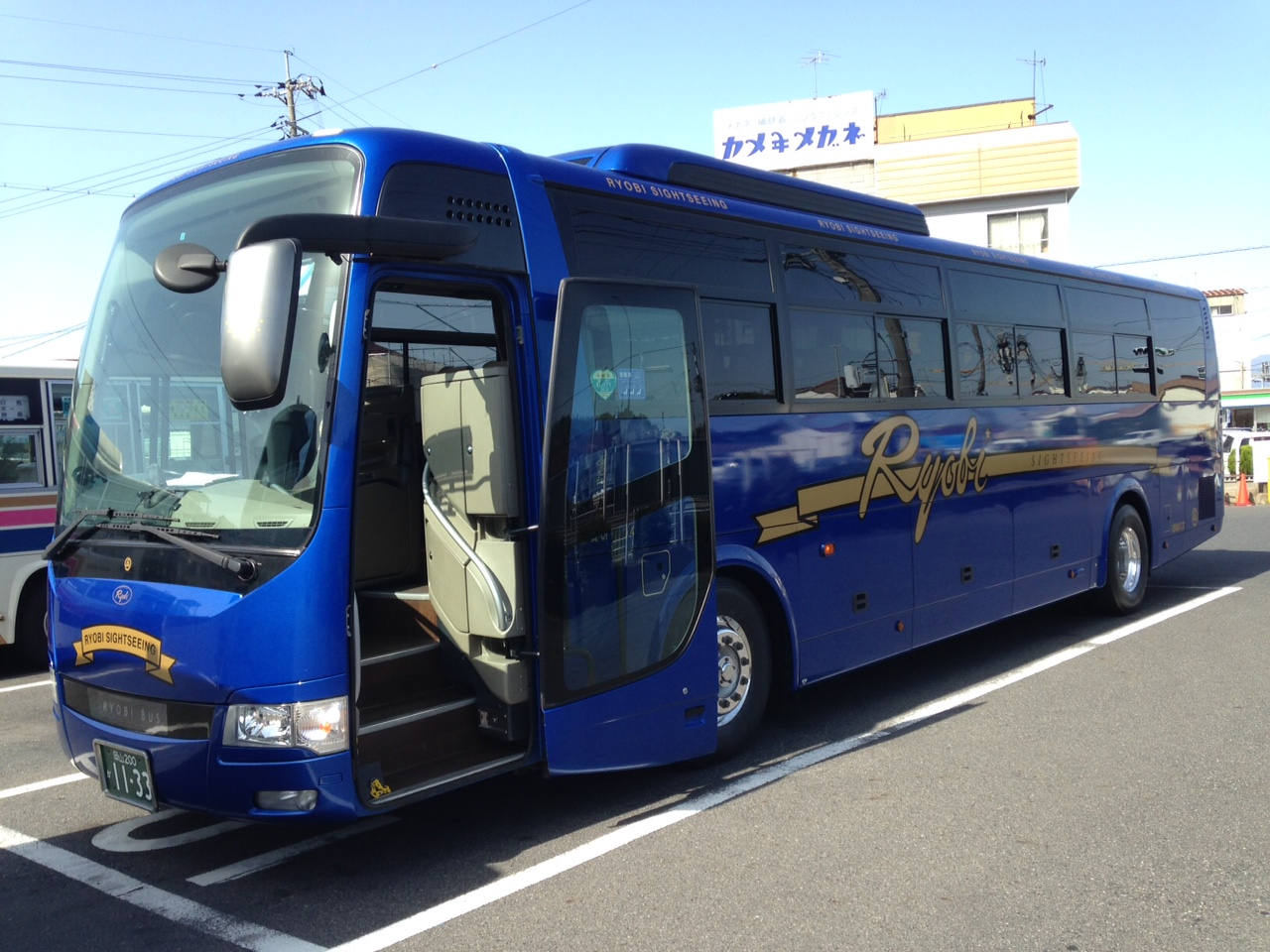
観光バス（新塗装）  1104 津山バスセンターにて。撮影時は高速バス運用（2016年4月）
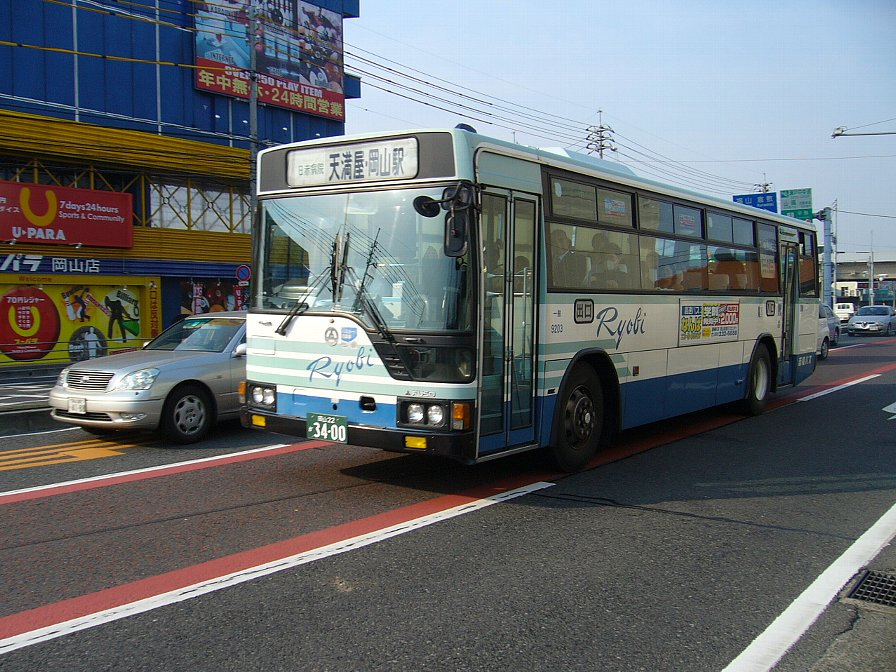
乗合車（旧塗装） 9203 岡山市北区青江にて（2006年5月）
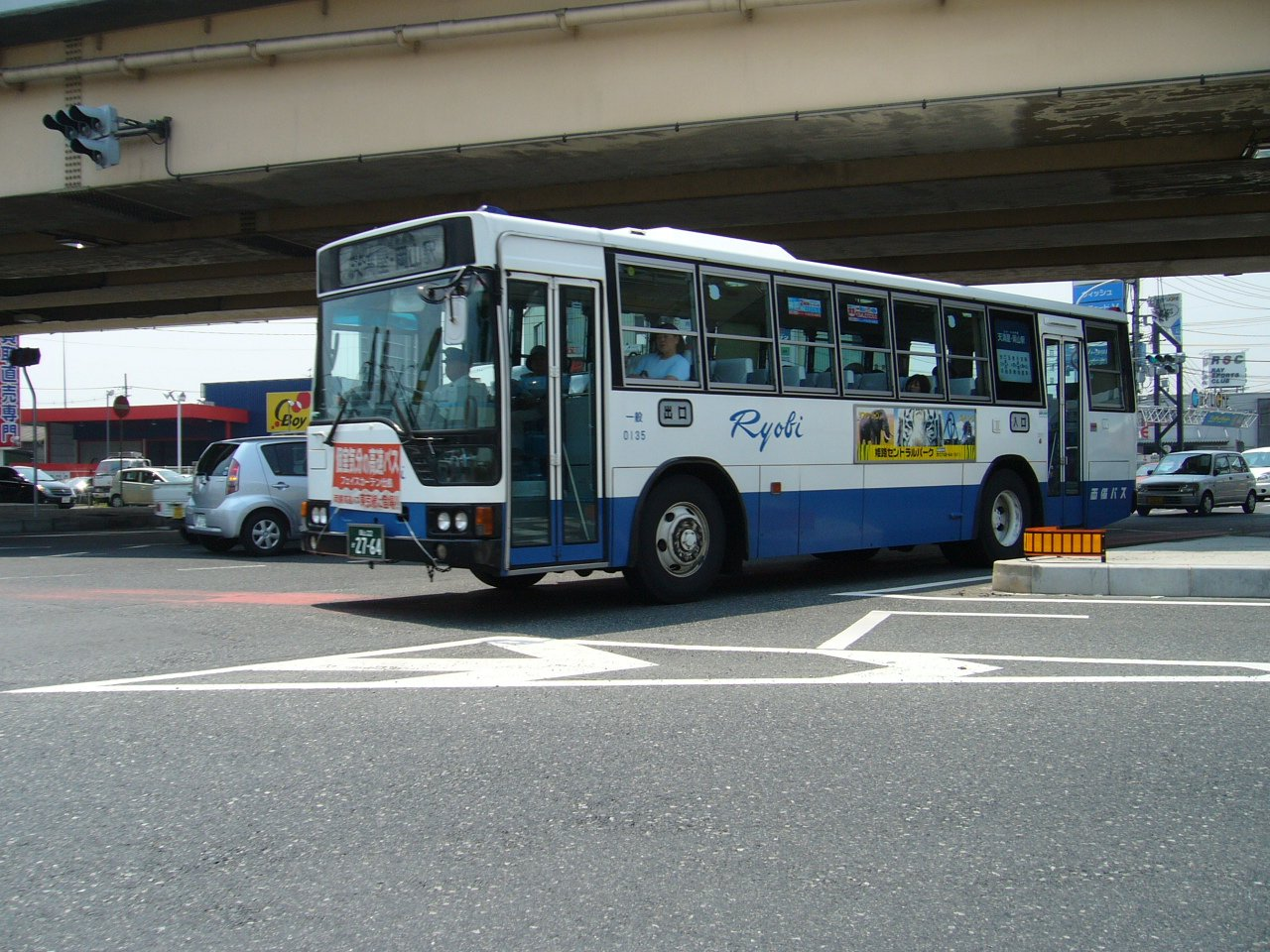
乗合車（新塗装） 0135 岡山市南区青江にて（2006年5月）
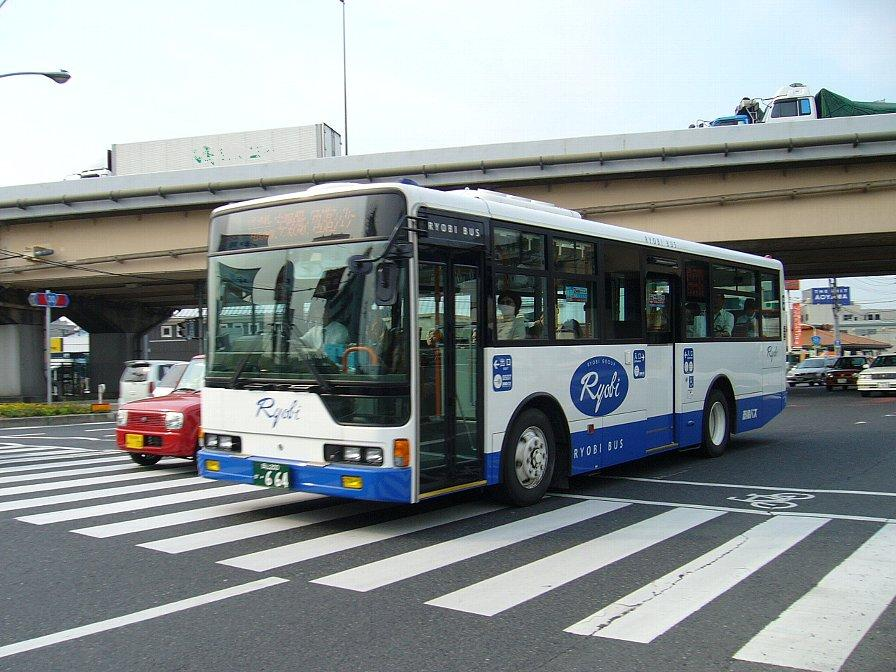
乗合車（新塗装水戸岡デザイン） 0507 岡山市南区青江にて（2006年5月）
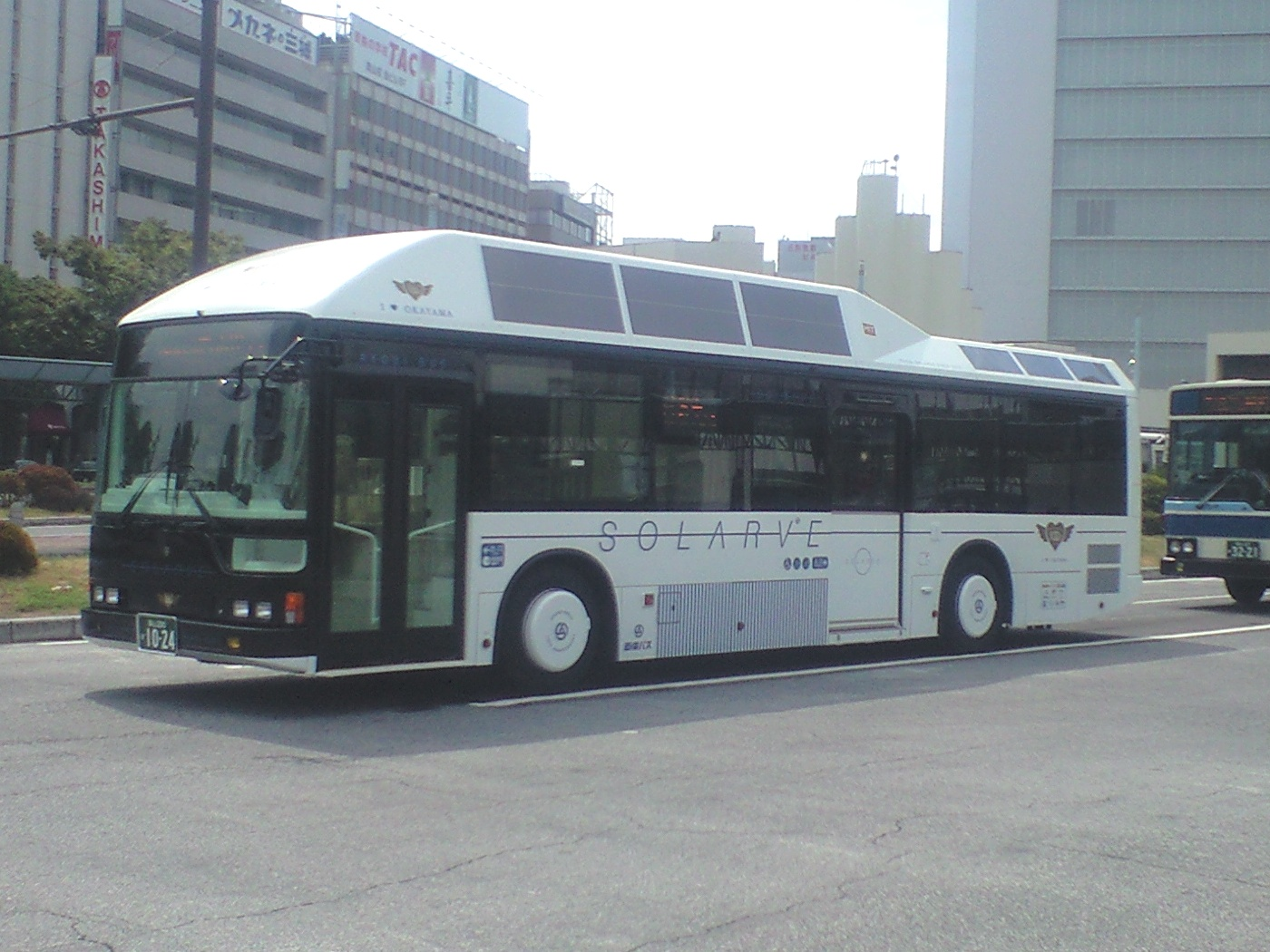
未来バス・SOLARVE（ソラビ）（2010年9月）
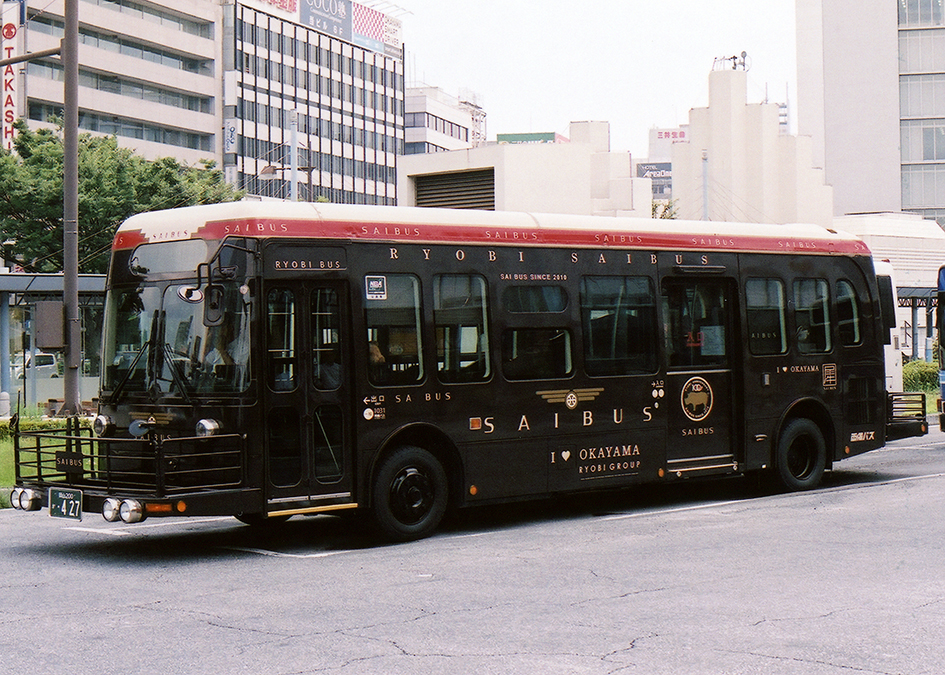
100周年記念バス SAI BUS （さいバス）（2014年7月）
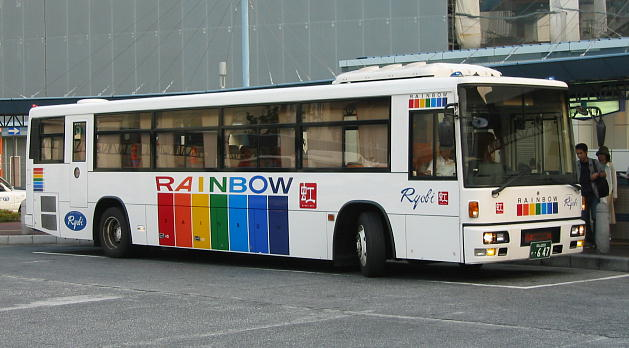
玉野渋川特急専用車の西工ボディー 0429（水戸岡デザイン）
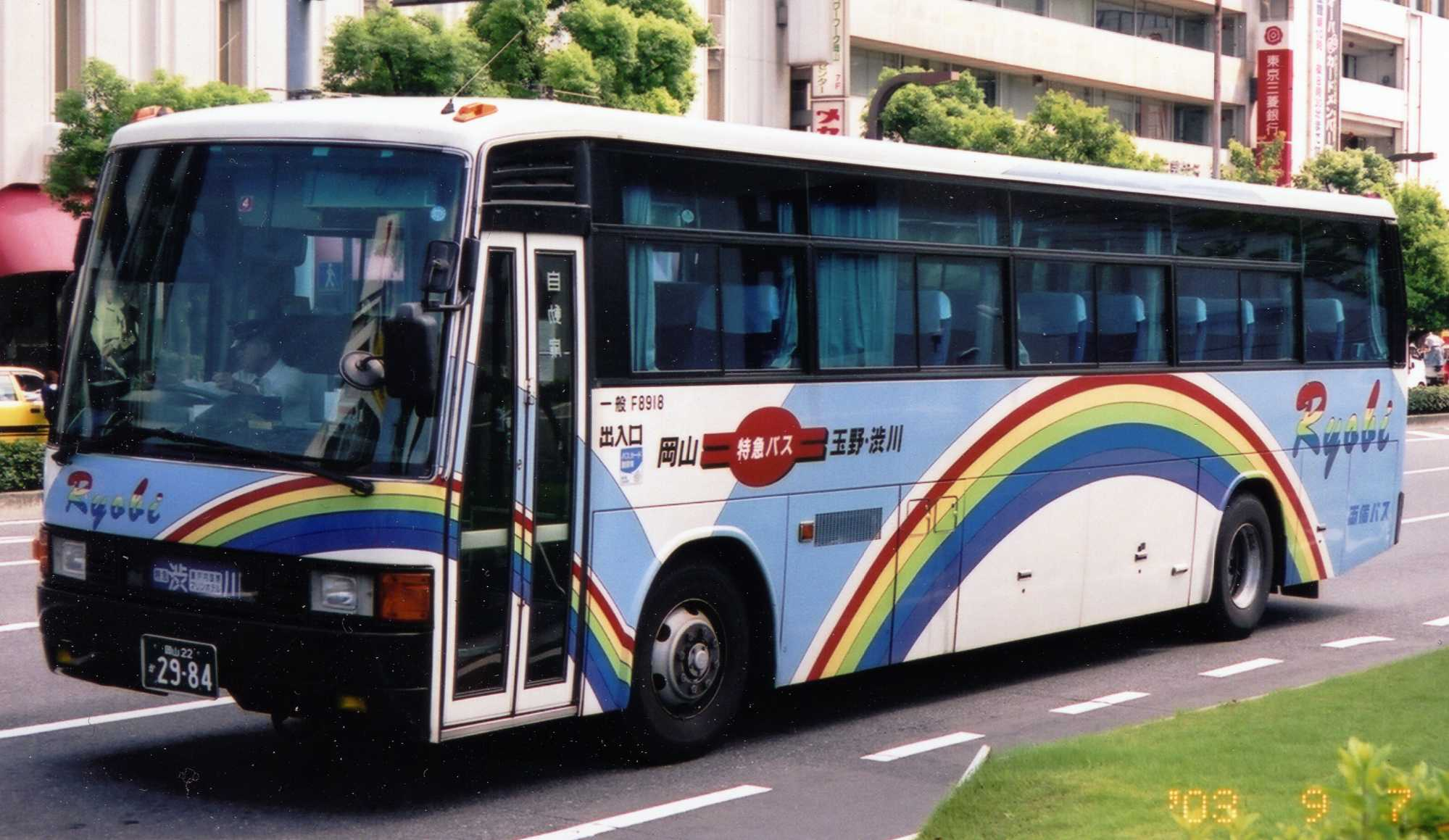
旧玉野渋川特急 8918 JR岡山駅前にて
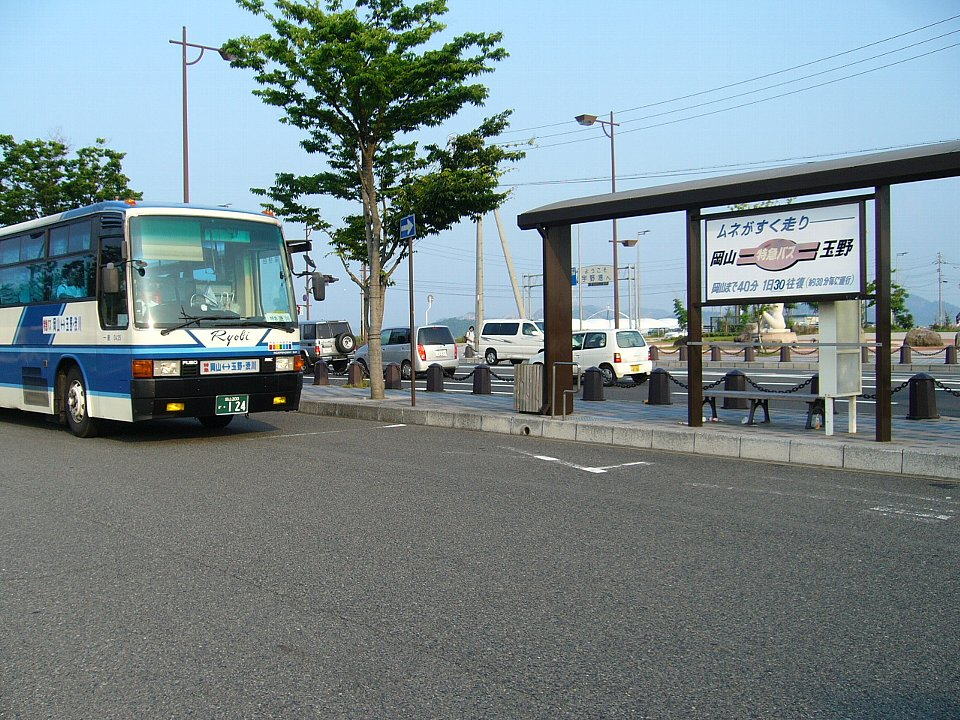
旧玉野渋川特急 0425 JR宇野駅前にて

### 企画旅行（ツアーバス）
貸切観光バス運行であるため定期的な運用はなされていない。
通年運行
- 湯快リゾート湯原温泉行送迎バス（運行受託）
京都駅・新大阪駅 - 輝乃湯

全て冬季のみ運行
- かにバス湯村温泉号
両備バス玉島車庫 - 湯村温泉
- 大山ライナー
両備バス玉島車庫 - 大山スキー場
- スノーリゾート猫山ライナー
山陽IC（両備バス駐車場） - スノーリゾート猫山

過去の企画旅行商品
- 玉造かにかに特急バス

### 車両番号
車両には4桁の番号（一部の古い車両には頭にアルファベット1文字が付く）が付けられており、以下の規則に基づいている。また別会社とはなるが、大阪地区及び京都地区への配備車両も新車・改造・更新を問わず、全て含まれている。
更に岡山電気軌道の車両のうち、2010年（平成22年）10月1日に両備ホールディングスから移管された桑野営業所の車両番号も、これに準じたものとなっている。
その他に同じ両備グループの中国バスの車両番号も、これに準じたものとなっている。（但し、新旧の車両を問わず、頭に車両メーカーを示すアルファベットが必ず1文字付く）
例：9001
|            | 90 | 01         |
| ---------- | -- | ---------- |
| 委託の有無 | 年 | 用途・種別 |

- 委託の有無
T……東備バスへの管理委託車両。
なお、一部車両はこの部分にF（三菱ふそうの略）が付いている車両が存在する。
また高速車については、車内前方にある乗務員氏名と番号のプレートへ社番が表記され、そこにＦが付けられている場合もある。（但し車体には付けられていない）
過去に在籍した日野自動車製はH、日産ディーゼルはU、いすゞ自動車製はZが付いていた。
- 年
新車の場合は、年式の西暦の下2桁を付与する。
中古購入等の他社からの転入 ・ 貸切仕様の格下げ等で路線仕様等への車体改造 ・ 古い車両を延命する更新作業の場合は、それぞれを実施した年の西暦の下2桁を付与する。

※同じ車両を複数回に渡り行った場合は、その該当年と順番号の組み合わせた4桁番号がそのつど付与される。
- 用途・種別
01〜60……新車。（一般路線・高速路線・貸切・特定事業等、全ての車両へ連番で割り当て）
61〜90…高速路線仕様以外での改修車・延命更新・転入。（殆どが貸切仕様車での更新）
91〜99……高速路線仕様での改修車・延命更新・転入。（貸切仕様から高速路線へ改修等）
  - ただし、以下の年は特殊事情で例外となり、より細分化されている。
    - 基本的に新車導入が30台以下を計画している年は、 31〜60……改造車の細分化が行われる。
    - 2004年（平成16年）8月30日の平成16年台風第16号による高潮で玉野営業所が被災し、車両不足のため両備グループの一員である岡山電気軌道から四台のバスが、応援として転入した。そのため、この年は下2桁の意味が異なっている。
※特殊事例の明確化の為に、この項ではあえて4桁表示(登録年の下2桁＋区分連番の2桁)としている。
0401〜0421……新車。
0422〜0425……岡山電気軌道からの転入車。
0426〜0460……新車。
0461〜0490……更新・改修車。
0491〜0499……高速路線仕様での更新・改修車。
    - 2008年（平成20年）2月1日に両備グループの高速バス事業集約のため、岡山電気軌道が運行していた高速バス路線が両備ホールディングスに移管され、専用車両3台が転入した。また新車導入が30台以下で、改造車と更新車を明確に細分化した。そのため、この年は下2桁の意味が異なっている。
※特殊事例の明確化の為に、この項ではあえて4桁表示(登録年の下2桁＋区分連番の2桁)としている。
0801〜0830……新車。
0831〜0860……改修車。（中国バスからの移籍車一台を中扉リフト付に改造）
0861〜0890……更新車。
0891〜0893……両備グループからの転入高速路線車。（岡電E-0X→両備089X）
0894〜0899……高速路線仕様での更新・改修車。

### 観光事業本部
業務内容：貸切バス事業、旅行斡旋業、フレンドツアー（主催旅行）企画販売
- 本部（岡山県岡山市北区錦町7番23号）
- 岡山営業所〔岡山車庫〕（岡山県岡山市中区国富615番地1号）
  - 岡山観光センターを併設。
- 西大寺観光センター（西大寺バスセンター内、岡山県岡山市東区西大寺上一丁目1番50号）
- 玉野観光センター（玉野営業所内、岡山県玉野市築港二丁目18番8号）
- 津山営業所（岡山県津山市津山口126番地1号）
  - 津山観光センターを併設。
- 倉敷営業所〔倉敷車庫〕（岡山県倉敷市昭和2丁目1番5号）
  - 倉敷観光センターを併設。
- 玉島観光センター（岡山県倉敷市玉島中央町2丁目3番6号）
- JFE観光センター（旧：川鉄観光センター、岡山県倉敷市水島川崎通1）

### フレンドツアー
- フレンドツアー事業部（岡山県岡山市北区錦町7番23号）
  - フレンドツアーセンター・定期観光バス予約センターを併設。

### ツアースポット
- ツアースポット泉田店（リョービプラッツ泉田店内、岡山県岡山市南区泉田381番1号）
- ツアースポット雄町店（リョービプラッツ雄町店内、岡山県岡山市中区雄町266番1号）
- ツアースポット東連島店（リョービプラッツ東連島店内、岡山県倉敷市連島町連島452番1号）

### 県外事業所
- 東京支社（東京都港区新橋二丁目16番1号・613号室）
- 札幌案内所（北海道札幌市中央区北3条西一丁目1番1号 札幌パナソニックビル8階）
- 名古屋案内所（愛知県名古屋市中村区名駅南一丁目4番12号 ガーデンビル7階）
- 福岡案内所（福岡県福岡市早良区飯倉八丁目12番14号）

## 両備タクシーカンパニー
業務内容：タクシー事業、貸切バス事業。2020年3月1日付で岡山両備タクシーと岡山交通へ分割して事業譲渡され現存しない。
- 本部：岡山県岡山市中区藤原46番地
- 両備タクシー旅行センター：岡山県岡山市中区藤原46番地
- 営業拠点
  - 藤原
  - 今保
  - 倉敷
- 一般タクシー事業以外にも、デマンドタクシー事業や介護タクシー事業を行なっていた。
- 定期観光バスの運行を担当していた。

## 両備トランスポートカンパニー
業務内容：貨物自動車運送事業、倉庫事業、通関事業、秘密文書管理事業
- 本部：岡山県岡山市中区新築港9番4号
- 関係子会社
  - 両備トランスポート株式会社
    - 埼玉県越谷市西新井453番地1

  - Ryobi Internarional. Logistics Vietnam JSC
  - Ryobi (VIETNAM) Distribution Service Company Limited
  - Ryobi Myanmar Distribution Service Co.,Ltd.
  - 共栄運輸倉庫株式会社

両備バスカンパニーと異なり、用途に応じて、三菱ふそうトラック・バスに限らず、いすゞ自動車・日野自動車・UDトラックスなど各社から導入している。

## 両備フェリーカンパニー
新岡山港 - 土庄港（小豆島）をフェリー及び高速船で結ぶほか、江戸時代の御座舟を模した観光船「備州」の運航を行っていた。2011年4月1日、両備フェリー株式会社に分社化し、両備フェリーカンパニーは廃止された。
両備フェリーは、2020年4月1日、国際フェリーに吸収合併され、存続会社である国際フェリーの商号を国際両備フェリー株式会社（こくさいりょうびフェリー）に変更した。

## 両備テクノモビリティーカンパニー
自動車・重機等販売整備、産業設備機器・産業用電源システム販売・整備、オフィスシステム設計施工、セキュリティシステム設計施工、「SOREX（ソレックス）」ブランドのトレーラー製造・販売、金属加工事業
2020年4月1日、両備テクノカンパニーとソレックスカンパニーが合併し、両備テクノモビリティーカンパニーとなった。
マイカーなどの小型車両からバス・トラックなど大型車両の整備、自動車・重機の販売整備・自動車リース・損害保険代理店のほか、建設機械・産業設備機器などの販売・整備、産業用電源システム・オフィスシステムの設計施工、企業や一般家庭すべてに対応するセキュリティシステムと、さまざまな取り組みを展開している。今後も多種多様な整備・販売事業を包括し、更なる事業拡大に挑戦している。
事業所
- 旧両備テクノC
  - 生産本部岡山工場：岡山市南区西市570番地
  - 生産本部倉敷工場：岡山県倉敷市玉島乙島8259-59
  - 営業本部：岡山市北区下中野717-103
  - 営業本部東京支店：東京都港区芝浦3丁目2-16 田町イーストビル3F
  - 福山出張所：広島県福山市川口町5丁目9-2
- 旧ソレックスC
  - 生産本部岡山北工場、営業本部岡山北営業所：岡山市北区御津吉尾40-2
  - 営業本部埼玉営業所：埼玉県春日部市内牧4882-1
  - 営業本部札幌営業所：札幌市北区北28条西13丁目2-5

## 両備スカイサービスカンパニー
岡山空港地上業務全般、全日空岡山地区総代理店
全日空岡山地区総代理店として、岡山桃太郎空港（岡山空港）での地上業務全般と岡山市内予約センターでの業務を、また岡山空港に就航する全ての航空会社の地上業務を担当している。
事業所
- 岡山空港事業部（岡山県岡山市北区日応寺1277番地 岡山空港内）
- 両備スカイプラザ（ANA岡山市内カウンター）（岡山県岡山市北区磨屋町10番12号・交通オアシスビル1階）

## まちづくりカンパニー

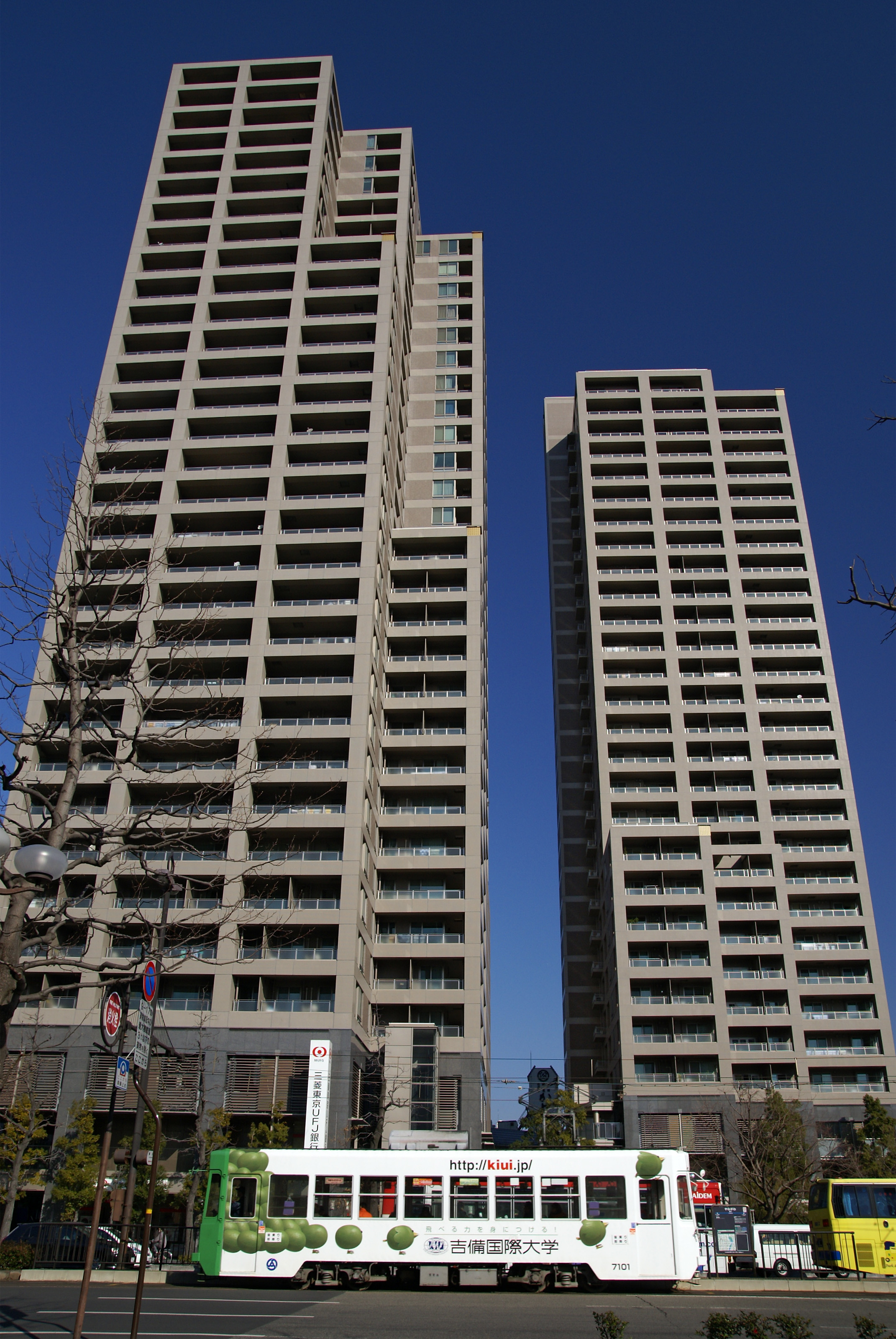
グレースタワー・グレースタワーII

都市開発・分譲マンション・販売仲介・賃貸事業・分譲団地事業・流通団地事業等
- 高級マンション、ならびに再開発ブランド「グレース」シリーズ（一例）
  - グレースタワー（初代） - 岡山市北区野田屋町、2004年竣工、地上32階、108.67m
  - グレースタワーII - 岡山市北区野田屋町、2006年竣工、地上29階、100m
  - グレースタワーIII（ハレクロスタワー）- 岡山市北区中山下、2018年竣工、地上21階、77.910m
  - 杜の街グレース岡山ザ・タワー（建設中）- 岡山市北区下石井、グループ初の大型複合開発

両備グループはグループ会社の和田コーポレーションが分譲マンションを中四国で広く販売しているが、両備グループも独自に高級マンション「グレースマンション」「グレースタワー」「ザ・グレース」の3シリーズを展開しており、ほとんどが最高数億円単位で販売され、グループ内でも棲み分けがなされている。
- 本部（岡山県岡山市北区蕃山町3-7両備蕃山町ビル２F）
- まちづくりカンパニー　広島事業部（広島県広島市南区比治山町3-14 ダイアパレスリバーサイド比治山201）
- 両備不動産東京カンパニー（東京都港区芝浦3-2-16　田町イーストビル3F）

## 両備スポーツセンターカンパニー
両備スポーツセンター・ボウリング場・テニスクラブ運営
- 本部・ボウル部（岡山県岡山市北区下石井2-10-1）
- テニス部（ガーデングリーンテニスクラブ）（岡山県岡山市東区寺山147番地1号 両備ガーデン内）

## 両備ストアカンパニー
スーパーマーケット（「リョービプラッツ」「パークス」「森のマルシェ」「フレッシュマルシェ」）経営
岡山市・倉敷市で「リョービ・プラッツ」「パークス」「森のマルシェ」「フレッシュ・マルシェ」を店舗展開するスーパーマーケット部門である。ニチリウグループに属している。
- 本部： 岡山県岡山市南区藤田字錦650番地6号
- 店舗
  - リョービ・プラッツ 玉島店、灘崎店、山南店、雄町店、泉田店、藤田店
  - パークス 東山店、伊福店、富田店
  - 森のマルシェ グレース店、柳川店
  - フレッシュ・マルシェ 倉敷駅前店、表町3丁目店、医大前店
- リョービプラッツ・パークス・森のマルシェ各店にて、電子マネー楽天Edyが使用可能

## 両備経営サポートカンパニー
各事業カンパニーが、グループの人材、資産、資金を一括管理する両備経営サポートカンパニーよりそれらを借り入れて運営する制度となっている。
- 本部：岡山県岡山市北区錦町6番1号
- 創夢本部 人材管理、資産管理を担当
- 財務本部 資金管理を担当

## 訴訟問題
- 廃油処理工場跡地を造成して販売した岡山市郊外の小鳥が丘団地住民から、土壌汚染と地盤沈下の損害賠償請求が提訴されている。

## グループ会社等
- 岡山電気軌道
- 和歌山電鐵
- 東備バス
- ニッコー観光バス[33]
- 岡山交通
- 岡山タクシー
- 岡山三菱ふそう自動車販売
- 両備エネシス
- 津エアポートライン
- 国際両備フェリー
- 両備住宅
- 両備システムズ
- サルボ両備
- 中国バス
  - 井笠バスカンパニー
- 中国トラベル
- 岡山高島屋
- ハロー・トーキョー
- てぃーだ観光
- 両備A.P.プライベート投資法人

## テレビ番組
- 日経スペシャル カンブリア宮殿 地方公共交通の救世主（2010年9月6日、テレビ東京）[34]